# インテルナツィオナーレ・ミラノ
インテルナツィオナーレ・ミラノ (Football Club Internazionale Milano S.p.A.) は、イタリア・ロンバルディア州ミラノを本拠地とするサッカークラブ。インテルナツィオナーレ（Internazionale、イタリア語発音: [ˌinternattsjoˈnaːle]）、インテル・ミラノ (Inter Milano)、インテル (Inter) の愛称で知られる。
1929年に発足したイタリア1部リーグ・セリエAの歴史上唯一、降格経験のないクラブである。 2009-10シーズンにはイタリア史上初の3冠を達成したクラブでもある。2023-24シーズンには20回目のリーグ優勝を果たした。

## 概要

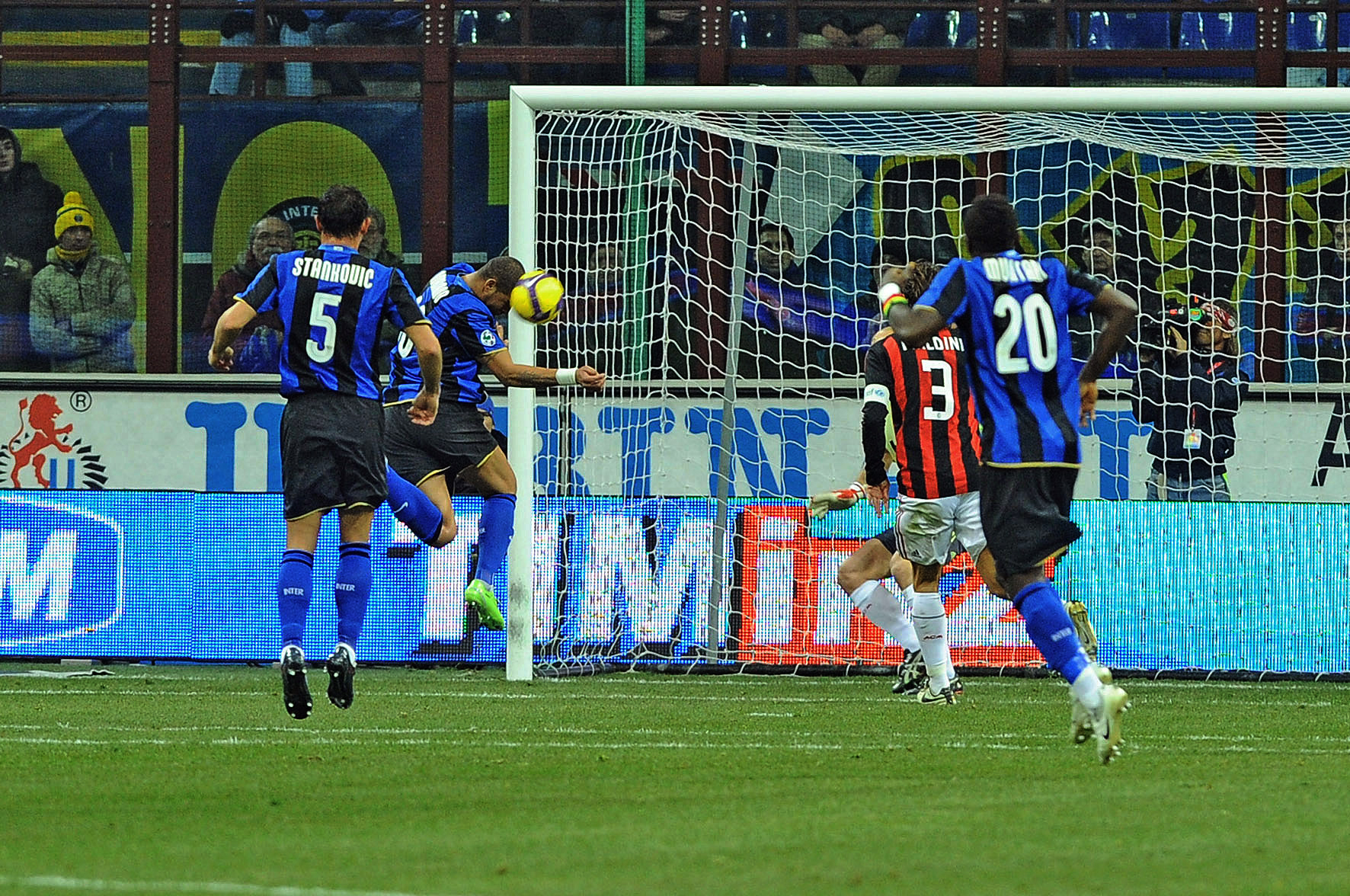
ミラノダービー

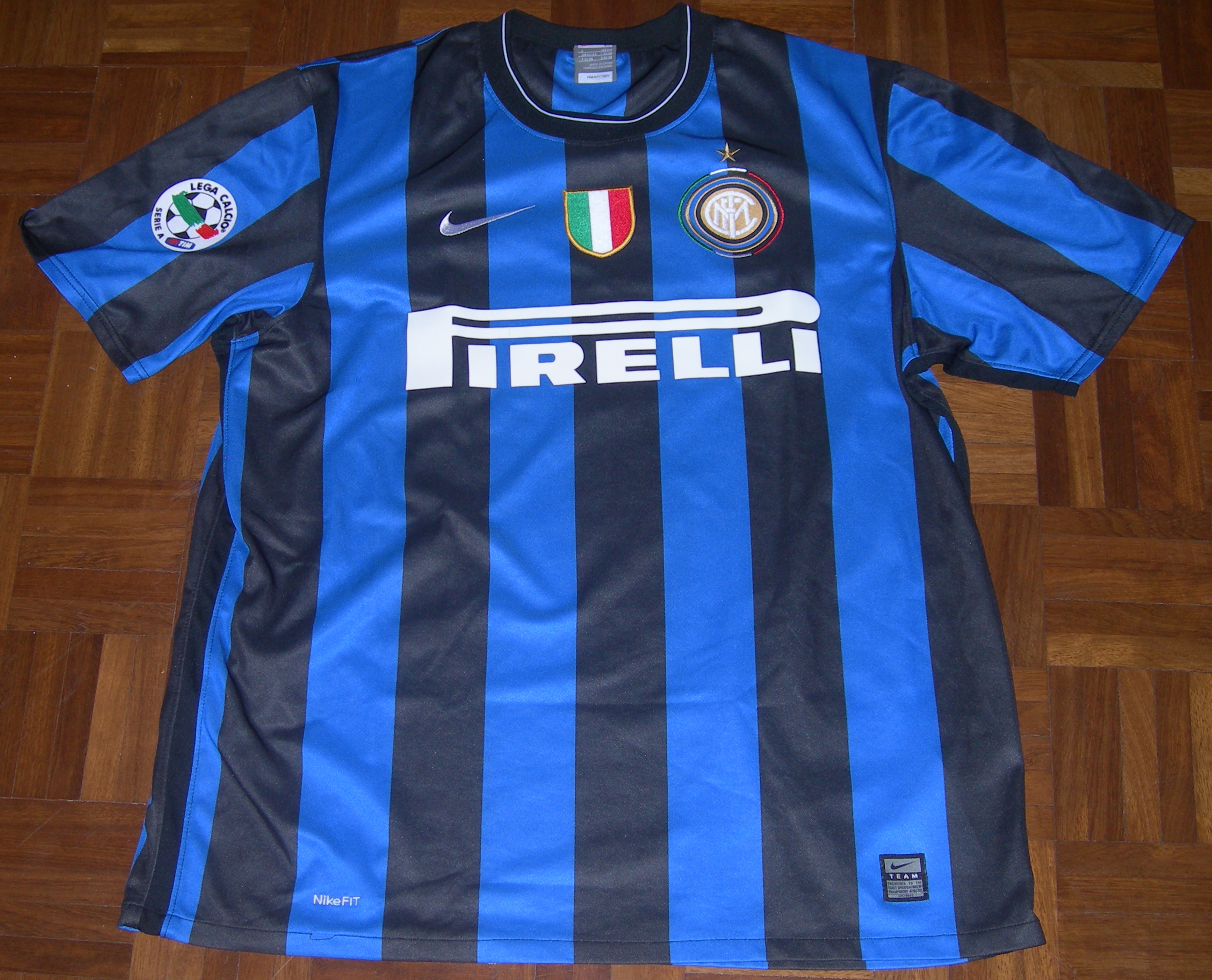
インテルのユニホーム

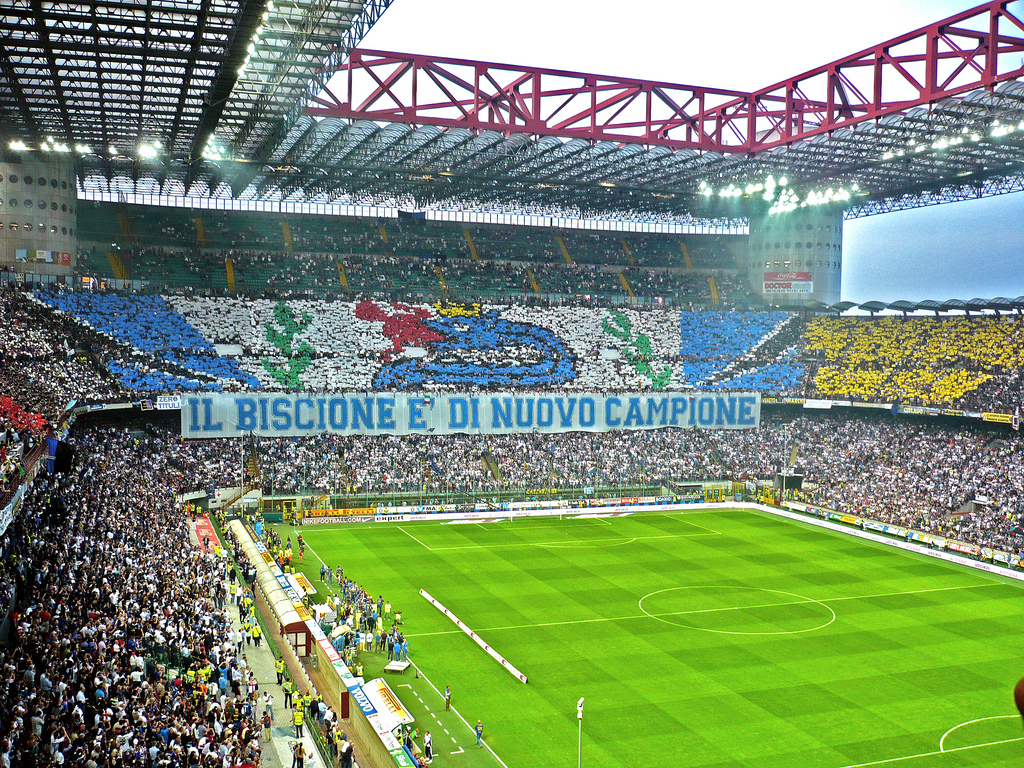
スタディオ・ジュゼッペ・メアッツァ

1908年創設。ホームスタジアムはスタディオ・ジュゼッペ・メアッツァ。愛称はクラブカラーに由来するネラッズーロ（イタリア語で「黒 (nero) と青 (azzurro)」）。サポーターはインテリスタと呼ばれる。
2024年からはアメリカ合衆国の投資会社であるオークツリー・キャピタル・マネジメントがオーナーを務めている。同年6月4日にはジュゼッペ・マロッタの会長就任が発表された。
セリエAでは「北の三強」と称される、インテル、ユヴェントスFC、ACミランが長年にわたって「ビッグ3」としてリーグを牽引してきた。
これまでにリーグを20回、コッパ・イタリアを9回、スーペルコッパ・イタリアーナを8回制し、計37の国内タイトルを獲得している。UEFAチャンピオンズリーグではこれまでに3回優勝している（1964年、1965年の2連覇と2010年）。これは地元のライバルACミランに次いでイタリアで2番目の記録である。2010年にはイタリアのクラブとして史上初の3冠（コッパ・イタリア、スクデット、ビッグイヤー）を達成した。また、UEFAカップ（現UEFAヨーロッパリーグ）を3回、インターコンチネンタルカップ2回、FIFAクラブワールドカップを1回制している。
過去5シーズンの欧州コンペディションでの結果が反映されるUEFAクラブランキングは、2024年6月時点で6位であり、イタリアではASローマと並び1位タイである。
同じ都市・同じスタジアムを本拠地とするACミランとは永遠のライバル関係にあり両者の対戦はミラノダービーと呼ばれる。また、ユヴェントスFCとの対戦はイタリアダービーと呼ばれ、どちらのダービーも国内外の関心を集めるビッグマッチとなっている。
2024年1月、世界最大の会計事務所である『デロイト』が公表したデロイト・フットボール・マネー・リーグによると、2022-23シーズンのクラブ収入は3億7890万ユーロであり、世界のサッカークラブの中では14位、イタリアではユヴェントス、ACミランに次ぐ3位である。
2012年9月のDemos & Pi社の調査によると、インテルはイタリアで3番目（14.5%）に人気のクラブである。2010年9月のドイツSport + Markt社の調査によると、欧州では8番目にファンが多いクラブ（1750万人）である。
2023-24シーズンの平均観客動員数は、72,838人で欧州のクラブでは3位、イタリアのクラブでは1位であった。
メインスポンサーは、2024-25シーズンからBetssonと4年契約を結んでいる。過去にはMisura、ピレリ、Socios.com、Paramount+などが務めた。

## 歴史

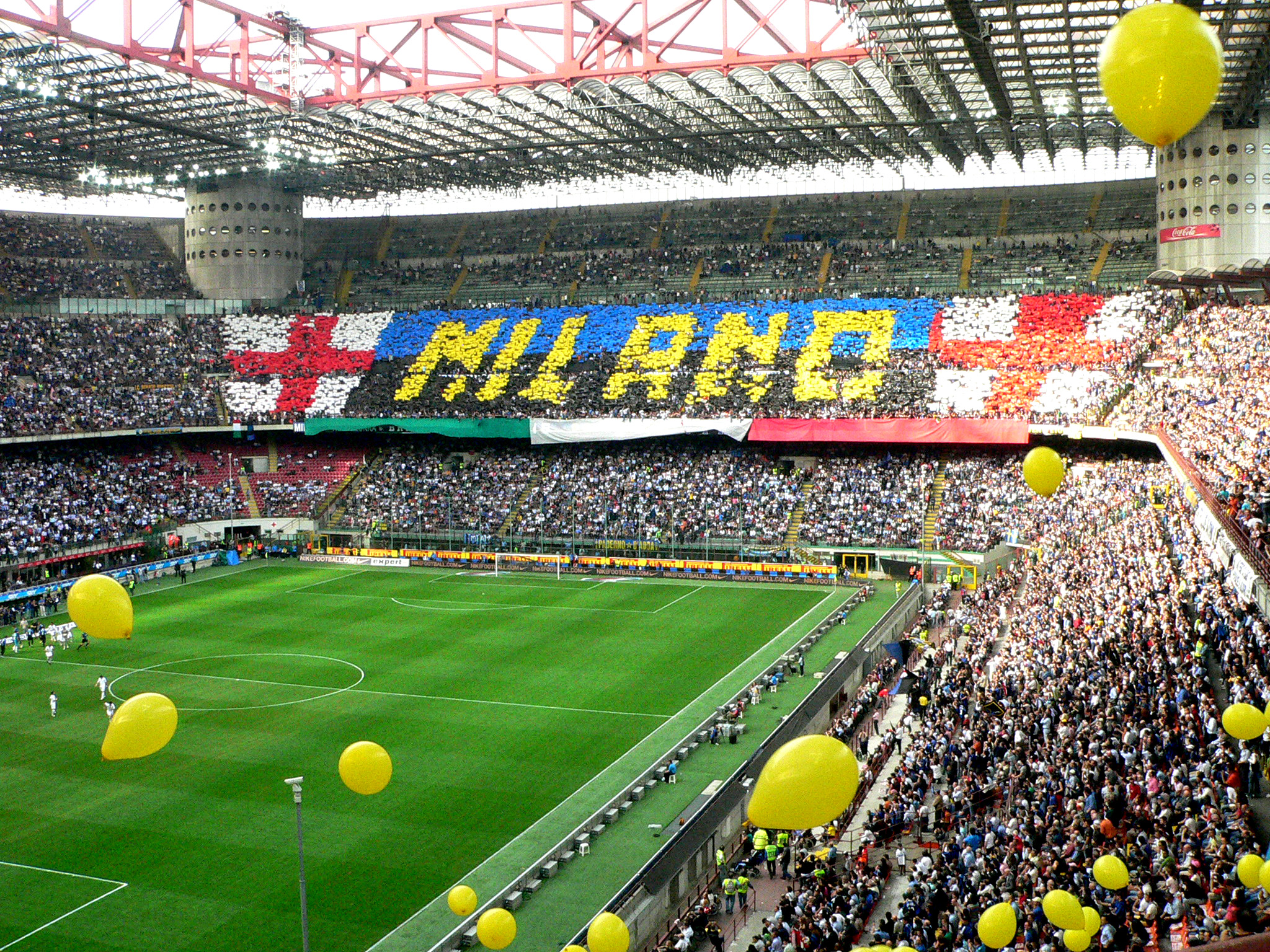
ジュゼッペ・メアッツァでの試合前。

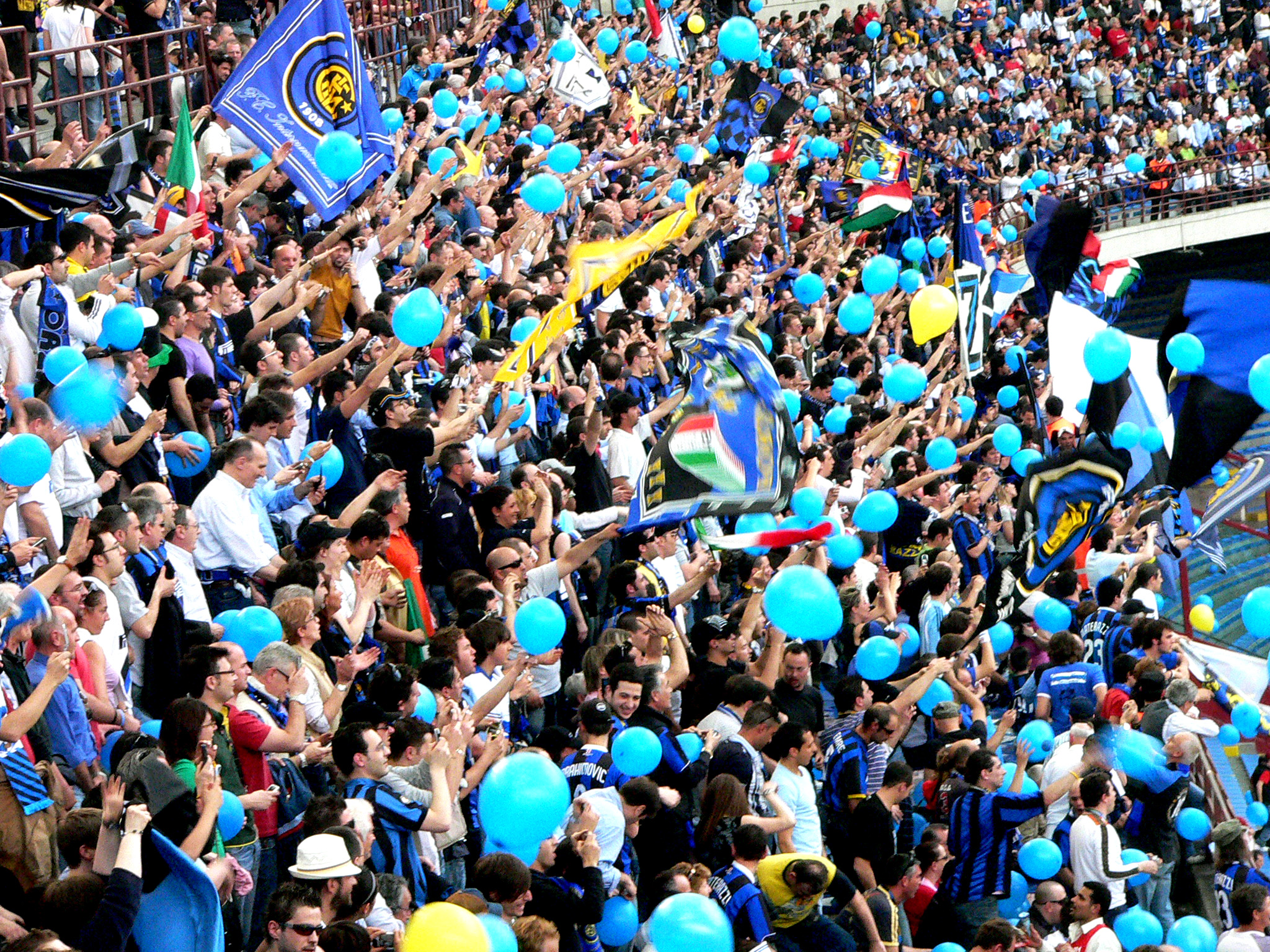
インテルのサポーター

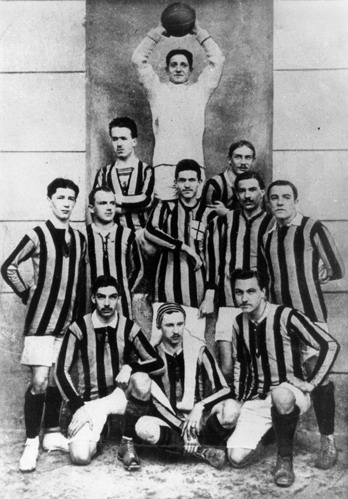
初のスクデットを獲得した1910年のインテルの選手達。

### 1908年－20年代前半　-インテルの誕生〜発展期-
前身はACミランと同じ「ミラン・クリケット・アンド・フットボール・クラブ (Milan Cricket and Football Club)」だが、外国人選手の加入問題を巡ってクラブ内で対立が生じ、その反主流派（外国人選手の加入に積極的な一派）は1908年3月9日にミラノのレストラン“オロロージョ”にて会合を開き、ミランからの分離・独立を決める。新クラブは「国籍を問わず世界中の選手に門戸を開く」、という意味を込め、「FCインテルナツィオナーレ」と命名され、チームカラーは青、黒、金に決まった。
ACミランとのダービーマッチは、ACミランの5連勝で始まり、当初インテルはACミランに歯が立たなかった。しかし、1910年に5-0でACミランから初勝利。その後、両チームのライバル関係は激化していった。
そして、設立より2年後の1909-10シーズンには当時無敵だったプロ・ヴェルチェッリを10-3で倒して初のスクデットを獲得し、1919-20シーズンにもリヴォルノを倒して2回目のスクデットを獲得する。

### 1920年代後半－40年代前半　-ベッピーノの登場と第一次黄金時代-

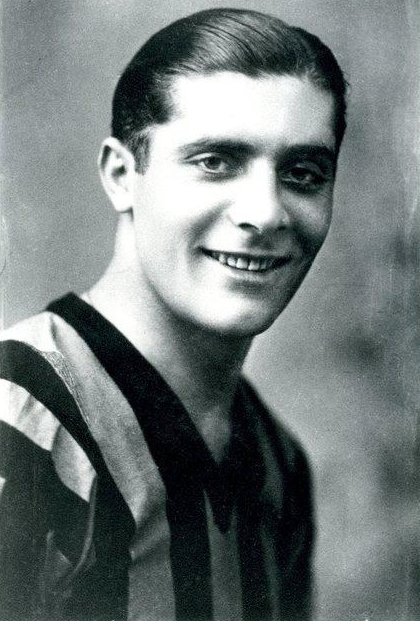
「ベッピーノ」という愛称で呼ばれたジュゼッペ・メアッツァ

1920年代後半、ムッソリーニを党首とするファシスト党の影響はサッカー界にも及び、国粋主義を掲げるファシスト党にとってこのクラブ名と外国に対して寛容な精神は思想に反するものだった。
ムッソリーニは1928年にインテルとUSミラネーゼ(Unione Sportiva Milanese)を合併させ、更には翌年チーム名をアンブロシアーナ(Ambrosiana)に、ユニフォームをセント・ジョージ・クロスをモチーフとした赤十字デザインに変更させる。
しかし、この決定は熱狂的なインテリスタの怒りを買った。そして、彼らの抗議により、1932年クラブ名はアンブロシアーナ・インテル(Ambrosiana-Inter)となり、ユニフォームも元に戻され、辛くも"INTER"の名と青と黒の縦縞の伝統は守られた。
その頃、インテルユースから超新星が誕生した。彼の名はジュゼッペ・メアッツァ。「ベッピーノ」という愛称で呼ばれたこの選手は、デビューシーズンの1928-29シーズンにいきなり得点王に輝く活躍をした。ドリブルが巧く、シュートも正確で、テクニックも抜群。パス能力にも優れ、更に美男子だった彼は瞬く間にクラブのアイドルとなり、また中心選手となるのに時間はかからなかった。翌1929-30、初の全国リーグ（セリエA）が開催され、得点王に輝いたメアッツァ(1935-36、1937-38シーズンにも得点王になった)の活躍もあり、アンブロシアーナ・インテルは初の全国リーグのチャンピオンに輝いた。勢いは止まらず1937-38シーズンにも彼の活躍で4回目のスクデットを獲得、翌シーズンには初のコッパ・イタリアを獲得した。1939-40シーズンもメアッツァが病気により試合に出られなかったにも関わらず、5回目のスクデットを獲得した。翌年メアッツァは408試合、287得点という偉大な記録(歴代最多得点)を残してクラブを去り(1946-47に復帰)、アンブロシアーナ・インテルの黄金時代は終焉した。
戦争が終わり、ファシスト政権が倒れ、1945年にクラブ名は元のインテルナツィオナーレに戻った。

### 1940年代後半－50年代　-サン・シーロとカテナチオ-
1948年、インテルはそれまでのホームスタジアム、スタディオ・チーヴィコ・アレナ(Stadio Civico Arena)の老朽化に伴い、ホームスタジアムをミランのホームスタジアムサン・シーロに移転し、共同でスタジアムを使うことになった。
1952-53シーズン、監督のアルフレド・フォーニはそれまで弱小チームが使っていた堅い守備からのカウンター（のちにカテナチオと呼ばれる）を基本とした戦術を使い、ストライカーの"Veleno(毒)"ことロレンツィとニエルス、左ウィングの"Nacka"ことスコグルンド、GKの"Kamikaze"ことゲッツィらの活躍もあり、6回目のスクデットを獲得。翌1953-54シーズンは前シーズンに守備的過ぎると批判されたことから、攻撃的になり、7回目のスクデットを獲得した。
そして1955年、後に伝説となる石油王アンジェロ・モラッティが会長に就任する。

### 1960年代　-魔術師とグランデ・インテル-

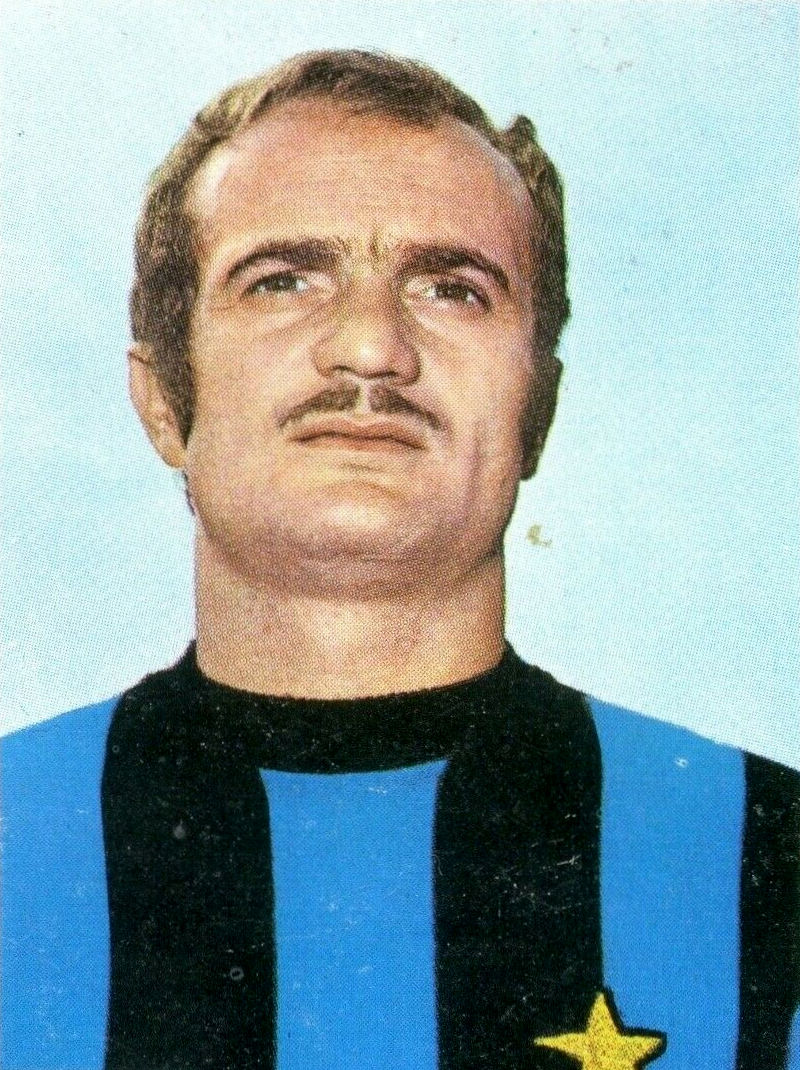
グランデ・インテル時代の中心選手サンドロ・マッツォーラ

就任以来、監督の首を次々とすげ替えていったモラッティ会長だったが、1960年についに素晴しい監督に巡り会った。彼の名はエレニオ・エレーラ。スペインのFCバルセロナに2回の優勝をもたらした、"マーゴ（魔術師）"と呼ばれるアルゼンチン人監督である。
愛弟子ルイス・スアレスを引き連れ、スペイン風の攻撃的サッカーで臨んだエレーラだったが、当初は結果が出ず1962年に一度解任された。しかしスペイン代表を率いたチリワールドカップから戻ってくると、再びインテルの監督に就任し、今度は堅い守備からのカウンターアタックを基本戦術とし、当時としては珍しいメンタルトレーニングも行い、強化に着手した。
そして1962-63シーズン、インテルはGKジュリアーノ・サルティやアルマンド・ピッキを中心としたタルチシオ・ブルニチ、アリスティデ・グアルネリ、ジャチント・ファッケッティの守備陣の奮闘、司令塔スアレスのゲームメイクやコルソ、サンドロ・マッツォーラのファンタジーあふれるプレー、当時としては革新的だったSBのファッケッティのオーバーラップによるカウンター攻撃で8回目のスクデットを獲得した。
翌1963-64シーズンはボローニャに同勝点によるプレーオフに負けてスクデットは逃したものの、UEFAチャンピオンズカップでは当時無敵だったスペインのレアル・マドリードを倒し、イタリア勢ではミランに次ぐ2番目のヨーロッパチャンピオンに輝いた。その当時、インテルのディフェンシブな戦いぶりが気に入らなかったイングランドをはじめとするヨーロッパのメディアは、こぞって「サッカーは死んだ」と書き立てた。
翌シーズンにはアルゼンチンのCAインデペンディエンテを撃破してインターコンチネンタルカップを制し、イタリア勢では初の世界チャンピオンになり、ベンフィカを倒してUEFAチャンピオンズカップも連覇、更にはスクデットも獲得した。翌1965-66シーズンにも再びインデペンディエンテを撃破して世界チャンピオンになり、国内では10回目のスクデットを獲得してユヴェントスに次ぐラ・ステッラ（スクデット10回獲得を表す星）をユニフォームにつけることを許された。翌シーズンもUEFAチャンピオンズカップ決勝に進んだが、今度はスコットランドのセルティックに敗れた。
そして1968年、モラッティ会長はイヴァノエ・フライッツォーリに会長職を譲り、グランデ・インテル時代は終わりを告げた。（アンジェロ・モラッティはその功績からインテルの練習施設アンジェロ・モラッティ・スポーツセンターに名前が刻まれている。）

### 1970年代－80年代前半　-夢の終わり-

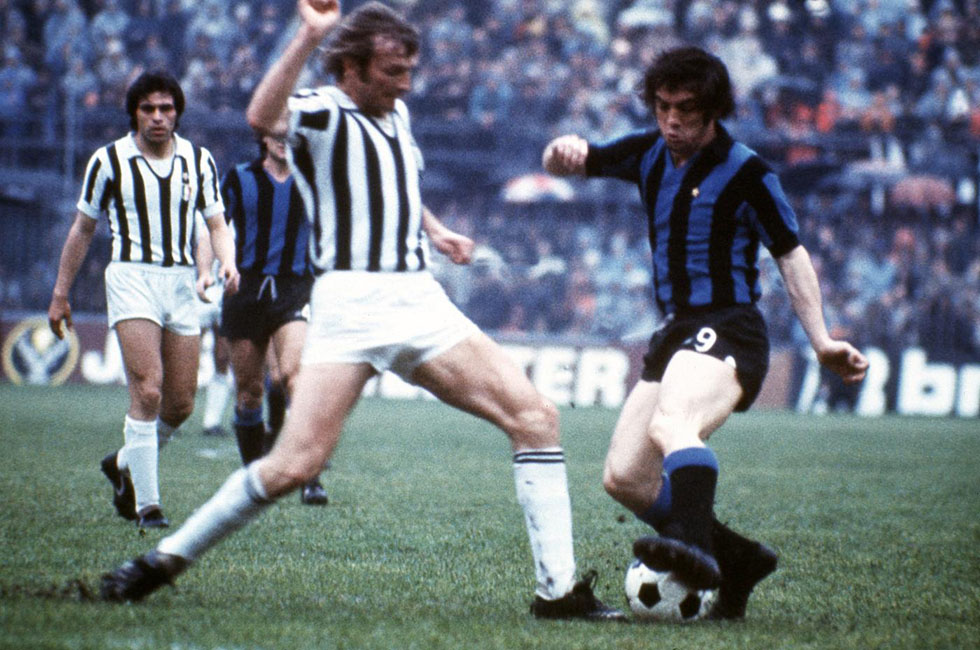
1973-74シーズンのイタリアダービー。

1970-71シーズン、選手と対立していたエリベルト・エレーラ監督の後を受けたジャンニ・インヴェルニッツィ監督はグランデ・インテルの遺産と得点王に輝いたロベルト・ボニンセーニャの活躍で11回目のスクデットを獲得、翌シーズンはUEFAチャンピオンズカップ決勝に進んだが、ヨハン・クライフ率いるオランダのアヤックスに完敗した。
そしてマリオ・コルソやタルチシオ・ブルニチがクラブを去り、サンドロ・マッツォーラも引退、ジャチント・ファッケッティも1977-78シーズンに2回目のコッパ・イタリアを手土産に引退しグランデ・インテルは完全に消滅した。
1979-80シーズンにエウジェニオ・ベルセッリーニ監督の下、イヴァノ・ボルドン、ガブリエーレ・オリアーリ、ジャンピエロ・マリーニ、ジュゼッペ・バレージ、エヴァリスト・ベッカロッシ、アレッサンドロ・アルトベッリ等の活躍で12回目のスクデットを獲得、1981-82シーズンに3回目のコッパ・イタリアを獲得し、黄金時代の再来を期待させたが、それも長くは続かなかった。
また、1979年にジュゼッペ・メアッツァが他界、これに対しミラノ市は1980年3月2日に彼の功績を讃えてスタジアムの正式名称をスタディオ・ジュゼッペ・メアッツァ(Stadio Giuseppe Meazza)と定めた。

### 1980年代後半　-一瞬だけの栄光-
その後フライッツォーリ会長は1984年に"フィアットの従業員"と揶揄されたエルネスト・ペッレグリーニに会長職を譲る。
そして1986年、ペッレグリーニ会長はユーヴェに黄金時代を築いたジョヴァンニ・トラパットーニ監督を招聘し、インテルの復活を託す。
最初の2年間は結果が出なかったが、1988-89シーズン、勝負弱さをドイツ人ローター・マテウスの"ゲルマン魂"を注入することにより補填し、ファケッティ引退以降不在となっていた左SBを同じドイツ人のアンドレアス・ブレーメで埋め、生え抜きのワルター・ゼンガ、ジュゼッペ・ベルゴミ、リッカールド・フェッリ、若手のニコラ・ベルティ、アレッサンドロ・ビアンチ、アルゼンチン人のラモン・ディアス、得点王に輝いたアルド・セレーナなどを擁し、スクデットを獲得した。この時のスクデットは勝ち点が勝ち＝2の制度の下では最高記録となる58（34試合26勝6分2敗。現在のシステムでは84）、アウェー最多勝ち点26（17試合11勝4分2敗。現在のシステムでは37）、アウェー最多勝利など数々の当時のリーグ記録を塗りかえるものだった。
翌1989-90シーズンドイツ人のユルゲン・クリンスマンを迎え、ドイツトリオを中心としたインテルはスーペルコッパ・イタリアーナを制し、マテウスは1990年のバロンドールを受賞。今度こそ黄金時代の再来かと思わせたが、それも一瞬の栄光に過ぎなかった。

### 1990年代－2000年代前半　-苦悩のネラッズーロ-
1990-91
その後ドイツトリオとトラパットーニ監督は1990-91シーズンにローマを破り、インテルにUEFAカップのタイトルをもたらした。しかし、トラパットーニ監督はシーズン終了後、ファンの「つまらないサッカー」という声の下に解任され、インテルの迷走が始まる。
1991-92
リーグ戦8位と低迷し、この年限りでマテウス、ブレーメ、クリンスマンのドイツトリオが退団した。
1992-93
1992-93シーズン、監督にはエラス・ヴェローナFC唯一のタイトルであるセリエA優勝をもたらしたオズヴァルド・バニョーリを招聘、サルヴァトーレ・スキラッチ、マティアス・ザマー、パンチェフ、ルベン・ソサらを獲得した。ザマーがシーズン途中に退団、パンチェフは全く活躍出来ず、ACミランにに大きく差を開けられたが、シーズン途中にアントニオ・マニコーネを獲得、後半戦で盛り返し、優勝には及ばなかったが最終的には2位となった。
1993-94
1993-94シーズン、ACミランがオランダ人を獲得して成功したのを見てデニス・ベルカンプとヴィム・ヨンクを獲得しスクデットを狙った。期待されたベルカンプが全くもって活躍せず、ベルティ、スキラッチが長期離脱するなどもあり、低迷し、シーズン途中にバニョーリを解任した。ジャンピエロ・マリーニを新監督に迎えたが、リーグ戦の結果は、かろうじて降格を免れる13位という、これまでで最低の成績に終わった。一方で、UEFAカップでは、ヨンクのゴールなどでザルツブルクを破り、優勝を果たした。
1994-95
1994-95シーズン、これまで長年に渡り守護神を務めていたワルテル・ゼンガをトレードに出してジャンルカ・パリューカを獲得、ナポリに初のリーグ優勝を持たらしたオッタヴィオ・ビアンキを招聘して立て直しを図ったものの、期待されたベルカンプ、パンチェフはシーズンを通して活躍せず、一時はトップとは大きく離れたが、終盤の追い上げで6位でシーズンを終えた。
1995-96
1995年2月18日、グランデ・インテルを築きあげたアンジェロ・モラッティの息子マッシモ・モラッティが、累積赤字で経営に行き詰まっていたペッレグリーニからインテルを買い戻し、インテルは再びモラッティ家のものとなった。これをきっかけにポール・インス、ロベルト・カルロス、マルコ・ブランカ、ガンツ、ハビエル・サネッティらを獲得、チームは巻き返して最終節で7位になり、UEFAカップ出場権を得ることに成功した。
1997-98

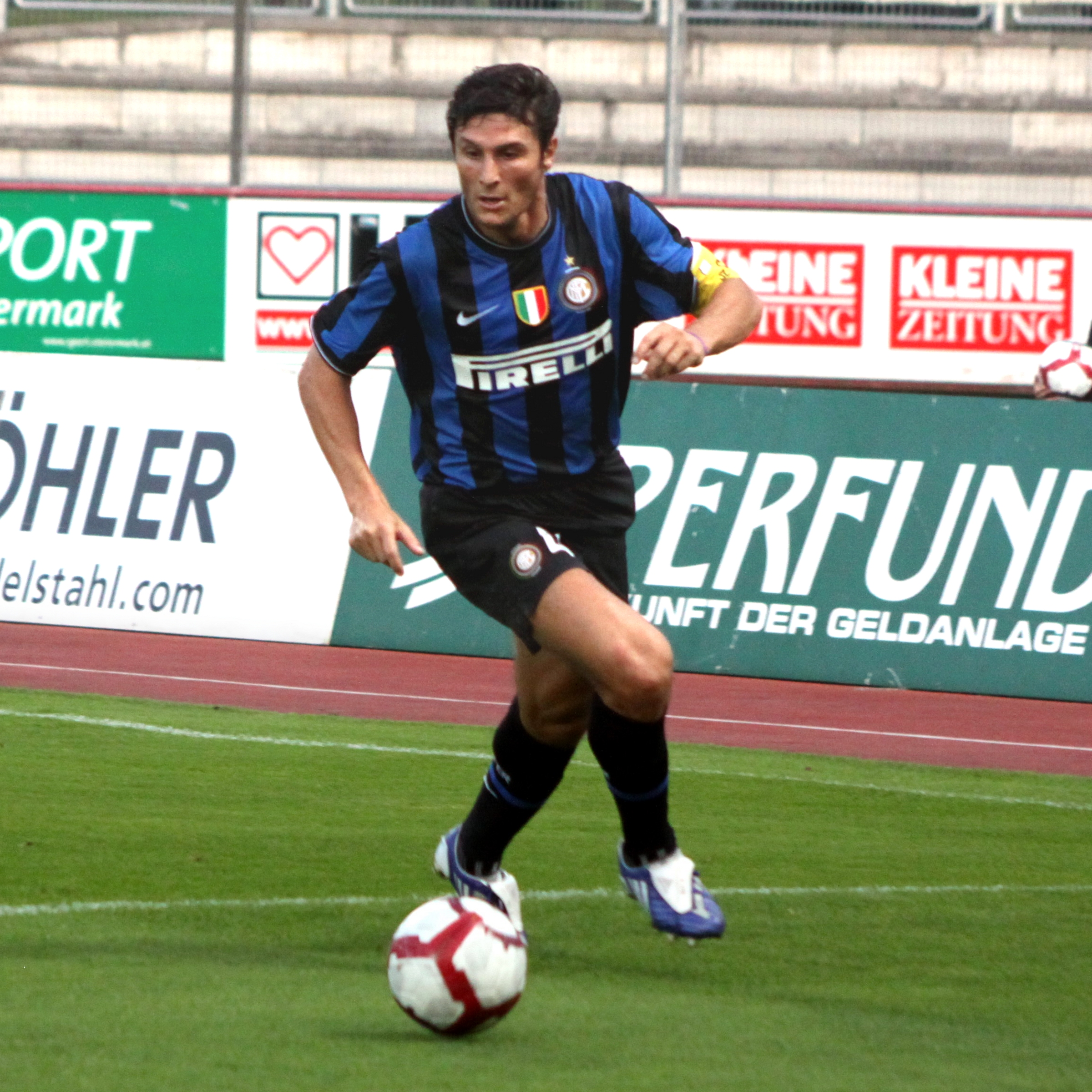
ハビエル・サネッティ。マッシモ・モラッティが最初に獲得した選手だった。

毎年のように多額の移籍金でスター選手を買い漁り、チームを強化し、何度も監督の首をすげ替えてきたが、これが実を結んだのが1997-98シーズンであった。シーズン開幕前にロナウドを獲得したチームはユヴェントスと首位争いを演じる。しかし、ユヴェントスとのイタリア・ダービーでは、ユヴェントス優位の判定が行われ、後味の悪さを残しながらチームは敗れた。これが響いてリーグ優勝を逃したが、決勝でSSラツィオを破り、3回目のUEFAカップを獲得した。
1998-99
クラブは序盤で躓く。シーズン途中で監督のルイジ・シモーニが解任されるのをきっかけに、チームの規律が乱れ、更に、ロナウドの大怪我という不運もありチームは低迷した。この混乱と低迷は、2004-05シーズンにロベルト・マンチーニが監督に就任するまで続くこととなる。
1999-00
マルチェロ・リッピを監督に招聘し、クリスティアン・ヴィエリ、アンジェロ・ペルッツィ、ヴラディミル・ユーゴヴィッチといったリッピの教え子を次々に獲得する一方で、ジャンルカ・パリュウカとジュゼッペ・ベルゴミといったこれまでインテルの屋台骨を支えてきた両選手に戦力外通告した。これら一連のインテルのユヴェントス化は、選手とリッピとの溝を深め、インテリスタには不評であった。最終的にUEFAチャンピオンズリーグ予備予選出場を賭けたパルマとのプレーオフでは、ロベルト・バッジョの活躍のおかげでリッピの首の皮が繋がったという有り様であった。
2001-02
21世紀に入り、2001-02シーズンにバレンシアCFを2年連続UEFAチャンピオンズリーグ決勝に導いたアルゼンチン人監督のエクトル・クーペルを招聘し、最終節まで首位に立っていたが最後の試合に敗れ、またしてもスクデットを逃した。2002 FIFAワールドカップで活躍したロナウドは2002年のバロンドールに選ばれたが、チームは翌シーズンもスクデットを獲得できず、成績不振によりクーペルは解任される。

### 2000年代後半　-久しぶりの歓喜〜新たな黄金時代-
2004-05
ロベルト・マンチーニが監督に就任し、2004年夏の移籍市場ではエステバン・カンビアッソらを獲得。しかし、コッパ・イタリアでは優勝を果たしたものの、セリエAでは3位に終わる。
2005-06
2005年夏の移籍市場ではルイス・フィーゴ、ワルテル・サムエル、ジュリオ・セーザルらを獲得し、2005-06シーズンはスーペルコッパ・イタリアーナ制覇、コッパ・イタリア2連覇を果たす。セリエAは当初は3位で終えたものの、シーズン後に発覚したカルチョ・スキャンダルにより、1位のユヴェントスFCが優勝の剥奪、2位のACミランも30ポイントの減点となり、最終的には3位のインテルが17季ぶりのセリエA優勝に認定された。
2006-07
2006年夏の移籍市場ではマイコンやカルチョ・スキャンダルで降格したユヴェントスFCからズラタン・イブラヒモビッチ、パトリック・ヴィエラを獲得した。2006-07シーズンはスーペルコッパ・イタリアーナとセリエAにて優勝を果たした。
2007-08
2007-08シーズンはセリエA3連覇を達成するも、CLではラウンド16でリヴァプールFCに敗れベスト16に終わった。リヴァプール戦後、マンチーニ監督は今シーズン限りでの辞任を表明した。翌日に撤回したもののシーズン終了後にマンチーニは解任された。
2008-09

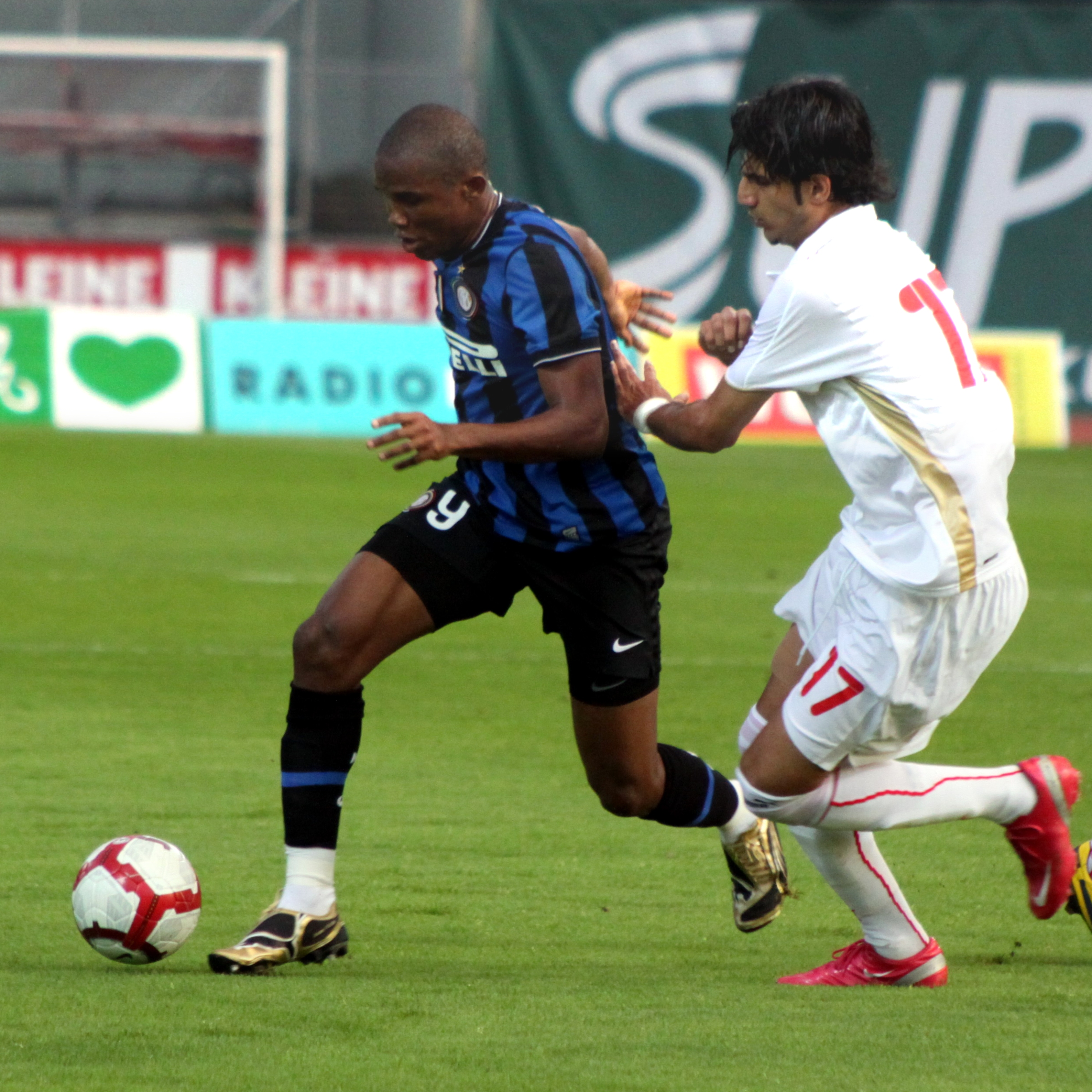
ドリブルをするサミュエル・エトオ

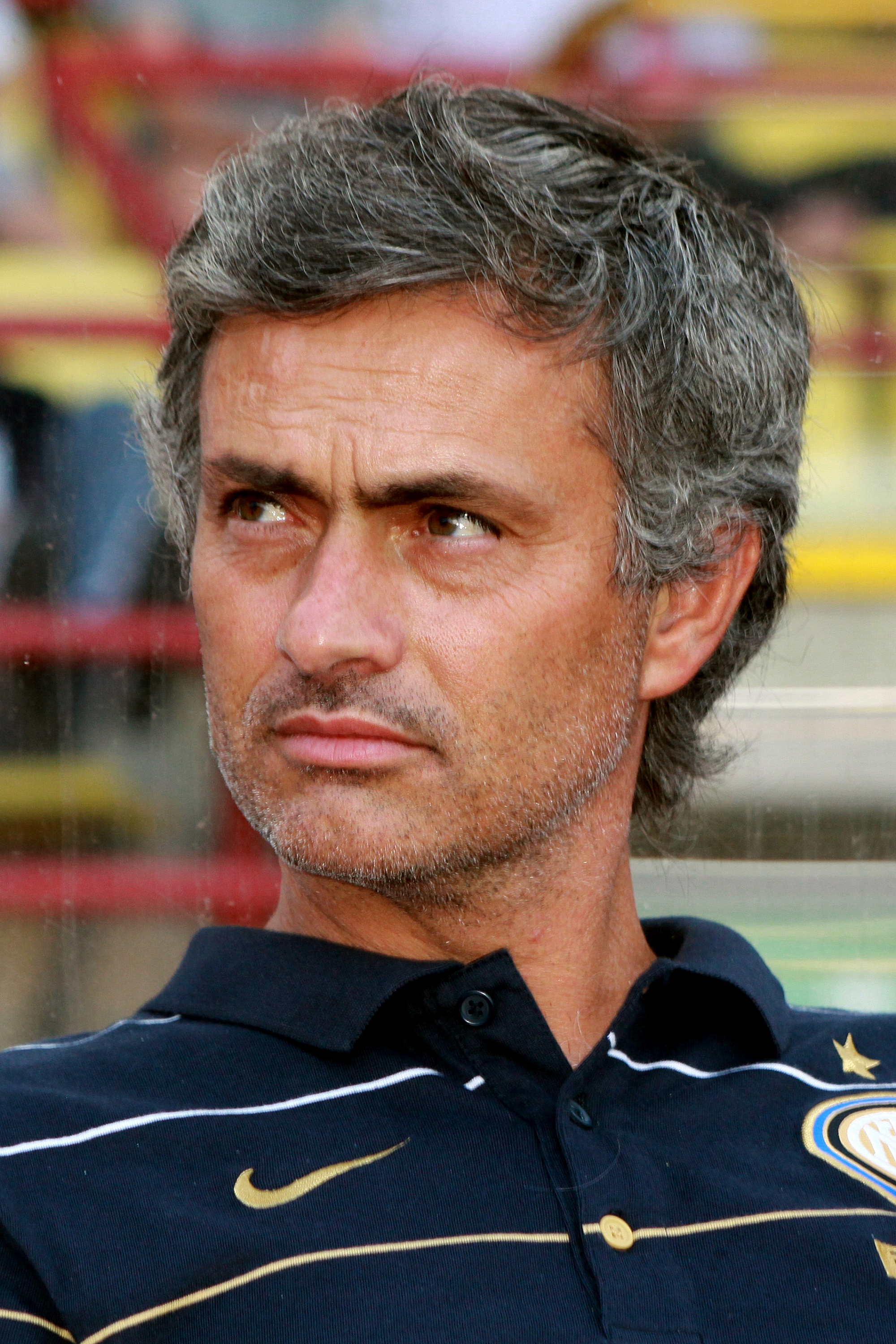
インテルを史上初の3冠に導いたジョゼ・モウリーニョ

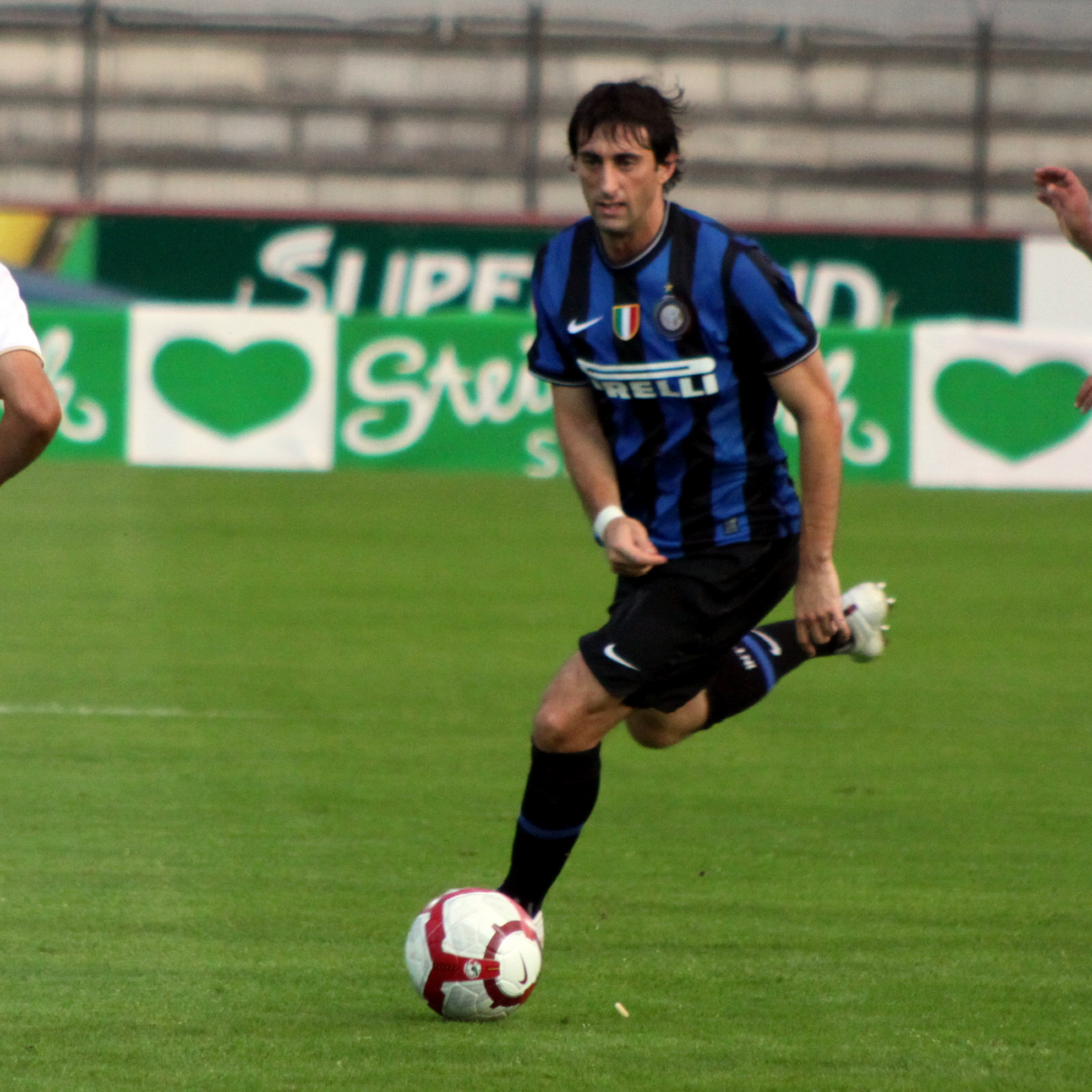
CL決勝で2ゴールを挙げたディエゴ・ミリート

2008年6月、ポルトをCL優勝に導いたジョゼ・モウリーニョが監督に就任。2008年夏の移籍市場ではリカルド・クアレスマ、サリー・ムンタリ、アレッサンドロ・マンシーニを獲得した。2008-09シーズンはスーペルコッパ・イタリアーナ制覇とセリエA4連覇を達成。しかし、CLではマンチェスター・ユナイテッドに敗れベスト16に終わった。
2009-10
2009年夏の移籍市場ではイブラヒモビッチとのトレードでサミュエル・エトーを獲得したほか、ディエゴ・ミリート、ティアゴ・モッタ、ルシオ、ヴェスレイ・スナイデルらを獲得。2010年冬の移籍市場ではゴラン・パンデフ、マクドナルド・マリガを獲得した。
CLではグループステージを2位で勝ち上がり、決勝トーナメントではチェルシーFCとCSKAモスクワを退け、準決勝で前シーズン王者FCバルセロナと対戦した。ホームでは3-1で先勝したがアウェイでは前半にモッタが退場となるも1失点で守り抜き2戦合計3-2で決勝へ進んだ。決勝ではFCバイエルン・ミュンヘンと対戦し、2-0で勝利し45年ぶり3回目の優勝を果たした。
このシーズンでは、セリエA、コッパ・イタリア、UEFAチャンピオンズリーグを全て制覇し、リーグ史上3度目となるセリエA5連覇、また、イタリア史上初の主要タイトル3冠を達成した。なお、UEFAチャンピオンズリーグ決勝戦終了後にモウリーニョは辞任を表明し、シーズン終了後の2010年5月28日に監督を退任。レアル・マドリードがインテルに対して違約金を支払うことでレアル・マドリードの監督に就任した。

### 2010年代前半 -サイクルの終わり〜新オーナー就任-
2010-11
2010年6月9日、前リヴァプールFC監督としてイスタンブールの奇跡を起こしたラファエル・ベニテスが監督に就任。シーズン開幕前にスーペルコッパ・イタリアーナを制覇し、12月のFIFAクラブワールドカップ2010ではTPマゼンベを破って初の同大会優勝を成し遂げた。しかし、同年12月24日にベニテスはリーグ戦での成績不振を理由に解任され、前ACミラン監督のレオナルドが監督に就任。2011年冬の移籍市場ではジャンパオロ・パッツィーニ、長友佑都、アンドレア・ラノッキアらを獲得。コッパ・イタリアで2連覇を達成した ものの、シーズン終了後にレオナルドは監督を辞した。
2011-12
2011-12シーズンはジャン・ピエロ・ガスペリーニ監督の下でスタートし、夏の移籍市場ではディエゴ・フォルランらを獲得する一方でサミュエル・エトーらを放出した。しかし、開幕直後から不振が続いたことでガスペリーニは早々に解任され、後任にクラウディオ・ラニエリが迎えられた。一時は7連勝を挙げるなど好転の兆しをみせるも、1月末から9戦勝ちなしなど再び不振に陥ると、3月26日にラニエリが解任。シーズン3人目の監督としてインテル・プリマヴェーラの監督を務めていたアンドレア・ストラマッチョーニが昇格した。
2012-13
2012-13シーズンは夏の移籍市場で大きくチーム改革を行い、優勝時の主力だったジュリオ・セザル、マイコン、ルシオ、ジャンパオロ・パッツィーニなどを放出し、サミール・ハンダノヴィッチ、アルバロ・ペレイラ、ロドリゴ・パラシオ、アントニオ・カッサーノらを新たに獲得した。シーズン序盤こそユヴェントスの無敗記録を49で止めるなど順調だったが、主将のサネッティら負傷者が続出して以降は低迷。UEFAヨーロッパリーグ出場権すら逃す9位に終わり、ストラマッチョーニ監督は解任された。
2013-14
2013年5月24日、新監督として元SSCナポリ監督のワルテル・マッツァーリが就任。同年11月15日、クラブの株式の70%を取得し、筆頭株主となったインドネシアの実業家のエリック・トヒルが会長に就任した。前会長のマッシモ・モラッティは名誉会長に就任。2013年の移籍市場では、マウロ・イカルディ、アントニオ・カッサーノとのトレードでイシャク・ベルフォディル、ロランド・フォンセカ、ウーゴ・カンパニャーロ、サフィル・タイデルらを獲得し、2014年はダニーロ・ダンブロージオ、エルナネスを獲得した。
2013-14シーズンは5位に終わり、UEFAヨーロッパリーグ出場権を獲得。シーズン途中である2014年3月にはクリスティアン・キヴが契約を解消し引退した。5月にはキャプテンでありクラブの象徴であったハビエル・サネッティがシーズン限りでの引退を発表。7月、サネッティの副会長就任が発表された。背番号4番は業績を讃えて永久欠番となる事が決まった。また、2人に加えエステバン・カンビアッソ、ワルテル・サムエル、ディエゴ・ミリートといった同じく2009-10シーズンの三冠に貢献したメンバーも退団した。
2014-15
2014-15シーズンは夏の移籍市場でネマニャ・ヴィディッチ、ガリー・メデル、ヤン・エムヴィラ、パブロ・オスヴァルドらを獲得するも、リーグ第11節終了時点で4勝と序盤から低迷し、マッツァーリは11月14日に解任された。後任は2007-08シーズン以来の就任となるロベルト・マンチーニになった。
冬の移籍市場ではオスヴァルド、エムヴィラ、イブラヒマ・エムバイェ、レネ・クルヒンら夏に獲得した選手を半年で放出。ニューカッスル・ユナイテッドFCからダビデ・サントンを復帰させ、マルセロ・ブロゾヴィッチ、ジェルダン・シャチリ、ルーカス・ポドルスキらを獲得。コッパ・イタリアは準々決勝で敗退。UEFAヨーロッパリーグは決勝トーナメント2回戦で敗退。リーグは8位に終わり、来季のEL出場も逃したが、マウロ・イカルディがリーグ得点王に輝いた。

### 2010年代後半 -新たな時代へ～再建と低迷-
2015-16
2015-16シーズン前の夏の移籍市場では、コバチッチ、カンパニャーロ、エルナネス、オビ、クズマノヴィッチらを放出し、ジョフレイ・コンドグビア、ステヴァン・ヨヴェティッチ、ミランダ、イヴァン・ペリシッチ、アデム・リャイッチ、フェリペ・メロ、マルティン・モントーヤ、アレックス・テレス、ジェイソン・ムリージョ、ジョナタン・ビアビアニーを獲得し大規模な補強とチームの入れ替えを敢行した。2015-16シーズンは新戦力のミランダ、ジェイソン・ムリージョ、守護神のサミル・ハンダノヴィッチらが支える堅守を武器に49年ぶりの開幕戦から5連勝を成し遂げ、首位に立つなど序盤は絶好調であった。しかし、2016年1月11日のサッスオーロ戦での敗北以降、失速。冬の移籍市場でエデルを獲得したものの目立った効果はなく、リーグ戦はチャンピオンズリーグ圏外の4位に終わった。コッパ・イタリアでは準決勝で宿敵ユヴェントスFCと対戦。アウェーでは3-0の完敗を喫すも、ホームでは3点のビハインドを追いつき延長戦でも決着がつかず、PK戦にもつれ込んだ。しかし、PK戦で敗れ決勝進出は果たせず、無冠に終わった。
2015-16シーズン終了後、中国の大手家電販売グループの蘇寧電器グループがクラブの株式の70%を取得し筆頭株主となり、新たなオーナーが誕生することになった。なお、エリック・トヒルは会長の座に留任することになる。
2016-17
2016-17シーズンは、EURO2016においてポルトガル代表の優勝に貢献したジョアン・マリオを筆頭に、クリスティアン・アンサルディ、アントニオ・カンドレーヴァ、セビージャFCのヨーロッパリーグ優勝に貢献したエベル・バネガ、リオデジャネイロオリンピックにおいてブラジル代表の金メダル獲得に貢献したガブリエウ・バルボーザなどを獲得した。しかしロベルト・マンチーニ監督とフロントとの間で亀裂が入り、マンチーニは開幕を前にして辞任。後任にはフランク・デ・ブールが就任した。ところがシーズンが始まってもなかなか勝ちを重ねることかできず、デ・ブールは解任された。後任はステファノ・ピオリが就任した。ピオリ就任後は上昇傾向にあったものの、最後に大きく崩れ7位に終わり、欧州カップ戦の出場権を逃した。
2017-18
2017-18シーズン夏の移籍市場では例年ほど大きな動きを見せなかったものの、ルチアーノ・スパレッティを新監督に迎え、ミラン・シュクリニアル、ボルハ・バレロ、マティアス・ベシーノなど主力級の選手をピンポイントで補強。これが功を奏し開幕戦から第16節まで無敗をキープしたが、12月に入ると8試合未勝利の急失速に陥った。それでも第24節のジェノア戦で勝ち星を取り戻すと復調を見せUEFAチャンピオンズリーグ出場権争いに復帰。ラツィオとのCL出場権をかけた最終節で勝利を収めて4位を確定させ、7シーズンぶりにCL出場権を獲得した。
2018-19
昨年から一転して積極的に立ち回り、ユベントスからクワドォー・アサモア、ラツィオからステファン・デ・フライをいずれもフリーで、さらにはローマからラジャ・ナインゴランと、ライバルチームの実力者の獲得に成功。またアトレティコ・マドリードからシメ・ヴルサリコ、ASモナコからケイタ・バルデ、ラシン・クラブからラウタロ・マルティネスを獲得し、充実した補強に成功した。2018年10月、蘇寧グループ張近東会長の息子である張康陽がクラブの会長に就任した。12月にはCEOにユヴェントスFCを退任したジュゼッペ・マロッタの招聘を決定。冬の移籍ではセドリック・ソアレスらを獲得した。
シーズンの始めこそバタついたものの、第5節から7連勝を記録するなど徐々に調子を上げる。しかし11月に入ると上位陣との対戦が多く苦戦し、そのまま調子が下降した。2月には主将のマウロ・イカルディが妻で代理人のワンダ・ナラの挑発的な発言でクラブと対立し、シーズン途中に異例の主将剥奪を受けるなど最後までチーム状態が混乱していたが、順位を維持。終盤で3位から4位に順位を下げたものの最終節エンポリ戦で勝利しそのままフィニッシュ、2010-11/2011-12シーズン以来8年ぶりとなる、2季連続でのCL出場権獲得となった。
7年ぶり出場となったCLはグループステージでバルセロナ、トッテナム、PSVと同グループとなった。連勝スタートを切り、バルセロナとの2連戦も1分け1敗で凌いでベスト16進出に大きく近づいたが、残り2試合で1分け1敗と失速し、総得点数の差でトッテナムに逆転され3位となり、ヨーロッパリーグに回ることになった。ELはベスト16まで進むが、ラウンド16・フランクフルト戦はイカルディが招集を拒否するなどチームの混乱を抑えられず、2戦合計0-1で敗退した。
2019-20
ルチアーノ・スパレッティ監督を解任し、新監督にアントニオ・コンテを招聘。アトレティコ・マドリードを退団したディエゴ・ゴディン、ダウベルトとトレードでクリスティアーノ・ビラーギ、パルマからアレッサンドロ・バストーニ、サッスオーロからステファノ・センシ、カリアリからニコロ・バレッラ、さらにマンチェスター・ユナイテッドからロメル・ルカクとアレクシス・サンチェスを獲得し、充実の陣容を揃えた。昨年問題児と化したイカルディはパリ・サンジェルマン、ミランダを江蘇蘇寧、ジョアン・マリオをロコモティフ・モスクワ、ナインゴランをカリアリ、イヴァン・ペリシッチをバイエルン・ミュンヘンへ放出し、人員整理にも成功した。冬の移籍市場では、マンチェスター・ユナイテッドからアシュリー・ヤング、チェルシーFCから買取オプション付きの期限付き移籍でビクター・モーゼス、トッテナム・ホットスパーからクリスティアン・エリクセンを獲得した。
2020年に発生した新型コロナウイルスの世界的な感染拡大でセリエAを含む全ての試合が一時的な中断となった。しかし、リーグ戦は近年の成績と比較すると攻守ともに素晴らしいパフォーマンスを披露し、最終的に24勝4敗10分勝ち点82、2010-11シーズン以来となる2位で終えた。総得点数81ゴールは1951-52シーズン（86ゴール）に次ぐクラブ史上最多得点数であり、36失点はリーグで最も失点を抑えたチームとなった。CLのグループステージはバルセロナ、ドルトムント、スラヴィア・プラハと同グループになった。グループステージでの成績は2勝1分3敗で3位となり、2シーズン連続のグループステージでの敗退となった。ELは前身大会UEFAカップ時代の1997-98シーズン以来の決勝進出を果たしたが、セビージャに2-3と逆転負けをし、優勝を逃した。

### 2020年代前半　-強豪復活〜欧州での涙-
2020-21
夏の移籍市場では前シーズンを支えたゴディン、カンドレーヴァなどが移籍し、ペリシッチとナインゴランがレンタル移籍から復帰。アクラフ・ハキミ、アレクサンダル・コラロフ、アルトゥーロ・ビダル、マッテオ・ダルミアンを獲得した。
シーズン前半戦はミラノダービーの敗北やCLのグループステージで1勝しかできず3シーズン連続GL敗退をするなどコンテへの批判があった。しかし、シーズン後半戦は冬の選手補強が無かったもののエリクセンとペリシッチがチームにフィットし始めたこともあり、第18節ユヴェントス戦は2-0と2016-17シーズン以来の勝利を収めた。その後優勝が決まるまで11連勝&18戦無敗で首位をキープし、第34節サッスオーロ対アタランタ戦が引き分けに終わり、2009-10シーズン以来11年ぶり19回目のスクデットを獲得した。結果的にリーグ戦は2006-07シーズン以来となる勝点90超えとなり、28勝7分3敗勝点91の独走状態で終えた。
2021-22
2021年5月26日、アントニオ・コンテ監督が蘇寧グループの財政難によりフロントの補強プランと食い違いが生じたために電撃辞任し 、新監督にシモーネ・インザーギを招聘。財政難の影響で昨シーズンに目覚ましい活躍でチームに貢献したハキミをパリ・サンジェルマンへ、ルカクをチェルシーへ高額な移籍金と共に放出した。また昨シーズンに中盤で本領を発揮し始めたエリクセンが代表戦にて心停止で倒れ復帰の見通しも立たなくなるなど、優勝の余韻に浸る間もなく当初は暗い話題ばかりが先行した。一方で補強面はミランからハカン・チャルハノールをフリーで獲得。PSVからデンゼル・ダンフリース、ローマからエディン・ジェコを獲得し、さらにインザーギを恩師と慕うホアキン・コレアをラツィオからレンタルで迎え入れた。軸となる主力選手や優勝監督が離脱した開幕前は各方面から厳しい予想が並んだが、インザーギ監督が早々にまとめ上げたチームは攻守に安定感を発揮し、念願のCLグループステージ突破に加えリーグ戦では第17節で首位に浮上した。冬の移籍市場ではアタランタからロビン・ゴセンス、ジェノアからフェリペ・カイセドをレンタルで獲得した。コッパ・イタリア決勝で延長の末にユヴェントスを4-2で破り11シーズン振りに大会優勝を果たした。リーグ戦は首位に立つミランを猛追するも一歩及ばず2位となった。
2022-23
コラロヴが現役引退、ラノッキア、ペリシッチ、ベシーノが契約満了、ビダル、サンチェスのチリ人コンビが契約解除で退団した。チェルシーに馴染めず元鞘に戻りたがるルカクをレンタルで迎え入れた。未だ財政難に苦しんでおり、バストーニやシュクリニアルなどといった主力に移籍の噂が浮上した が両名は残留。マロッタの辣腕ぶりが発揮されエンポリからクリスティアン・アスラニ、カリアリからラウル・ベッラノーヴァ、ラツィオからフランチェスコ・アチェルビの3名をレンタルで獲得し、アヤックスからアンドレ・オナナ、ASローマからヘンリク・ムヒタリアンの両名をフリーで獲得した。
2022 FIFAワールドカップによる中断前のリーグ戦成績は10勝5敗と苦戦。しかし、中断明けは復調し、結果的に3位で終えた。
スーペルコッパ・イタリアーナは3-0でライバルのACミランに圧勝し、2年連続で優勝した。コッパ・イタリアも2年連続で決勝戦に進出し、フィオレンティーナに1-0で勝利。2年連続の優勝を達成した。
CLはバイエルン・ミュンヘン、バルセロナ、ヴィクトリア・プルゼニと同組になった。3勝1分2敗の2位通過、2シーズン連続でGLを突破した。決勝トーナメント1回戦はポルトに合計スコア1-0で勝利。2010-11シーズン以来の準々決勝進出を決めた。準々決勝のベンフィカ戦は合計スコア5-3で勝利。2009-10シーズン以来の準決進出を決めた。準決勝はライバルのACミランとのユーローダービーとなり、合計スコア3-0で勝利した。決勝はジョゼップ・グアルディオラ率いるマンチェスター・シティFCとの対戦となった。尚、公式戦で両チームが対戦するのはこの試合が初となる。試合はアチェルビが2022-23CL得点ランキング1位のアーリング・ハーランドを完封し、チームも積極的に攻めていたが後半68分のロドリのミドルシュートが決勝点になり、2009-10シーズン以来の優勝とはならなかった。
2023-24
長年チームを支えたハンダノヴィッチが契約満了、シュクリニアル、ダンブロージオ、ジェコがフリーで移籍し、ブロゾヴィッチやオナナ、ゴセンスも売却したことで、一気に主力がチームを離れることとなった。しかし、バイエルンからバンジャマン・パヴァールとヤン・ゾマー、フリー移籍でボルシアMGからマルクス・テュラム、ユヴェントスからフアン・クアドラード、アヤックスからデイヴィ・クラーセンを獲得、そしてマルセイユからアレクシス・サンチェスが復帰した。レンタルでもサッスオーロからダヴィデ・フラッテージ、モンツァからカルロス・アウグストが加入し、ボローニャからは13年ぶりにマルコ・アルナウトヴィッチが復帰することになった。冬の移籍市場では、クラブ・ブルッヘからタジョン・ブキャナンを獲得した。
リーグ戦では、新たにキャプテンに就任したラウタロ・マルティネスらの活躍で攻守に安定感を見せ首位を独走。第33節のミラノダービーで2-1で勝利し、ライバルであるミランの前で3年ぶり20回目の優勝を決めた。最終的には27勝7分2敗の勝ち点94でシーズンを終えた。
スーペルコッパ・イタリアーナは準決勝でラツィオに3-0、決勝ではナポリに1-0で勝利し3年連続の優勝を果たしたが、コッパ・イタリアではラウンド16でボローニャに1-2で敗北したことでこちらは3年連続の優勝とはならなかった。
CLではレアル・ソシエダ、ベンフィカ、ザルツブルクと同組になり3勝3分、得失点差でGL2位通過となった。ラウンド16ではアトレティコ・マドリードと対戦し、ホームでは1-0で先勝したが、アウェイでは1-2でPK戦の末に敗戦、優勝候補という評価もあったがベスト16に終わった。
5月22日、蘇寧グループへの融資が返済されなかった為、アメリカの投資会社であるオークツリー・キャピタル・マネジメントへと所有権が変更されたことが発表された。6月4日、CEOとして数々の補強を成功させてきたジュゼッペ・マロッタの会長就任が発表された。
2024-25
サンチェス、クラーセン、クアドラード、センシが契約満了により退団した。補強面では、ジェノアCFCからジョゼップ・マルティネス、フリー移籍でピオトル・ジエリンスキとメフディ・タレミを獲得した。また、冬にはASローマよりニコラ・ザレフスキを買取オプション付きのレンタルで獲得した。
リーグ戦では、ミランやユヴェントス、ボローニャ相手に合計6戦3分3敗と1勝もできず、24勝9分5敗の勝ち点81でフィニッシュ。コッパ・イタリアで早期敗退し、リーグ戦のみとなっていたナポリと優勝争いを演じるも勝ち点1差で優勝を逃し、2位に終わった。
スーペルコッパ・イタリアーナでは、準決勝でアタランタBCに2-0で勝利するも、決勝ではACミラン相手に2点リードしている状況から3失点し、大会史上初となる4年連続の優勝を逃した。コッパ・イタリアでも、準決勝でACミランと対戦し、1-1で迎えたセカンドレグでは0-3と完敗し、ベスト4に終わった。
新フォーマットで行われたCLでは、リーグフェーズにてマンチェスター・シティ、アーセナルFCら強豪と対戦し、6勝1分1敗の4位、8試合でわずか1失点の成績で決勝トーナメントストレートインを決めた。ラウンド16ではフェイエノールトと対戦し2戦合計4-1、準々決勝ではFCバイエルン・ミュンヘンと対戦し2戦合計4-3で準決勝進出を決めた。準決勝では、FCバルセロナと対戦し、1stレグでは3-3の引き分け、2ndレグでは一時は逆転されるも、延長まで行われた熱戦を4-3で制し、2年ぶりの決勝進出を決めた。しかし、決勝ではパリ・サンジェルマンFCの猛攻を防ぐことが出来ず、CL決勝での点差としてはワースト記録となる0-5で敗戦。2年越しのリベンジとはならず、クラブ史上4度目のCL準優勝となった。

## タイトル

### 国内タイトル
- セリエA：20回
  - 1909-10, 1919-20, 1929-30, 1937-38, 1939-40, 1952-53, 1953-54, 1962-63, 1964-65, 1965-66, 1970-71, 1979-80, 1988-89, 2005-06, 2006-07, 2007-08, 2008-09, 2009-10, 2020-21, 2023-24
- コッパ・イタリア：9回
  - 1938-39, 1977-78, 1981-82, 2004-05, 2005-06, 2009-10, 2010-11, 2021-22, 2022-23
- スーペルコッパ・イタリアーナ：8回 
  - 1989-90, 2005-06, 2006-07, 2008-09, 2010-11, 2021-22, 2022-23, 2023-24

### 国際タイトル

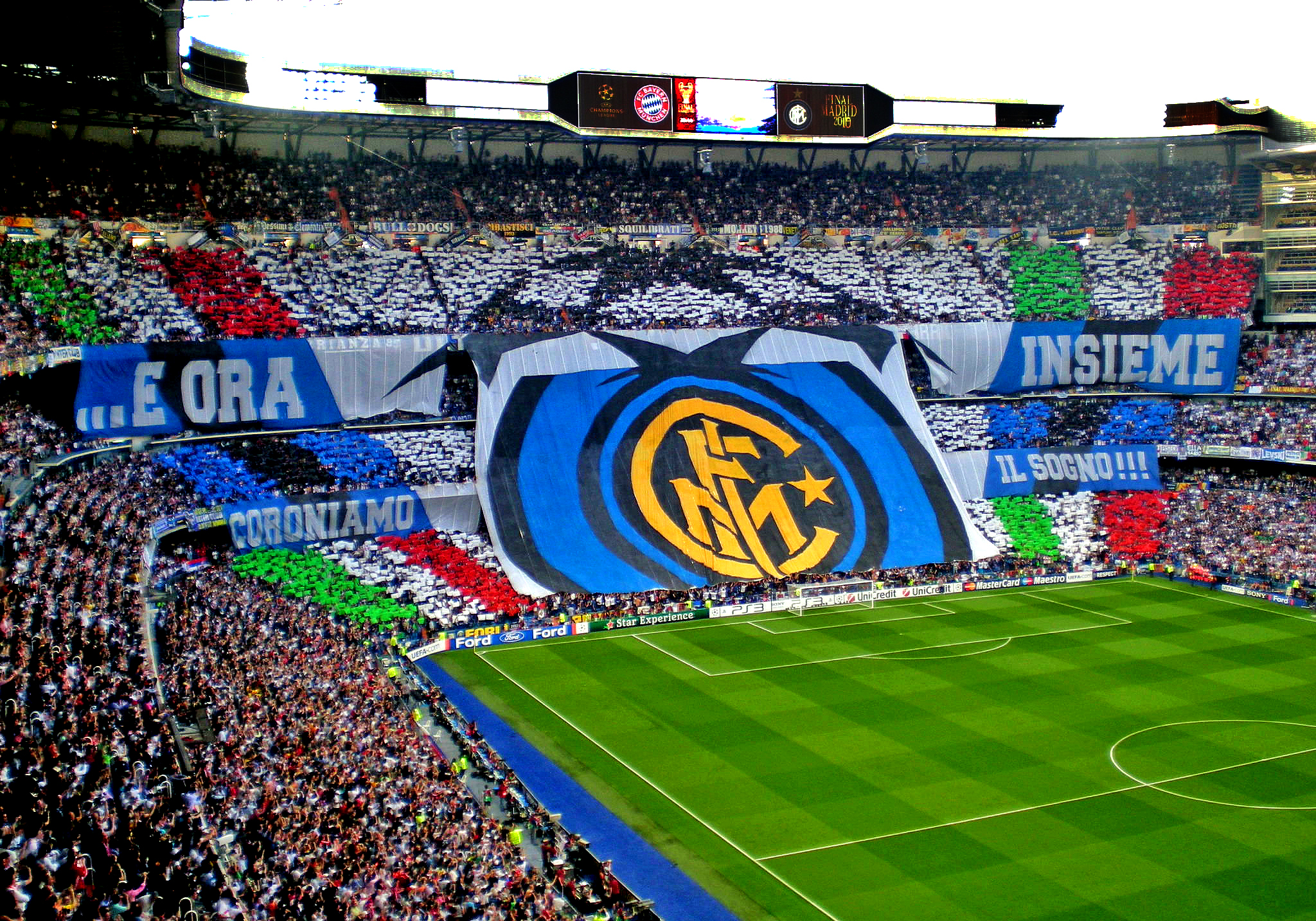
UEFAチャンピオンズリーグ 2009-10 決勝での巨大なインテルのロゴ‐マドリッド、エスタディオ・サンティアゴ・ベルナベウにて

- UEFAチャンピオンズカップ/UEFAチャンピオンズリーグ：3回
  - 1963-64, 1964-65, 2009-10
- UEFAカップ：3回
  - 1990-91, 1993-94, 1997-98
- FIFAクラブワールドカップ：1回
  - 2010
- インターコンチネンタルカップ：2回
  - 1964, 1965

## 過去の成績
| シーズン | リーグ戦     | リーグ戦 | リーグ戦 | リーグ戦 | リーグ戦 | リーグ戦 | リーグ戦 | リーグ戦 | リーグ戦 | コッパ・イタリア | スーペルコッパ | UEFA CL      | UEFA EL      | UEFA ECL | CWC |
| シーズン | ディビジョン | 試       | 勝       | 分       | 敗       | 得       | 失       | 点       | 順位     | コッパ・イタリア | スーペルコッパ | UEFA CL      | UEFA EL      | UEFA ECL | CWC |
| -------- | ------------ | -------- | -------- | -------- | -------- | -------- | -------- | -------- | -------- | ---------------- | -------------- | ------------ | ------------ | -------- | --- |
| 1929-30  | セリエA      | 34       | 22       | 6        | 6        | 85       | 38       | 50       | 1位      | ─                | ─              | ─            | ─            |          | ─   |
| 1930-31  | セリエA      | 34       | 15       | 8        | 11       | 60       | 45       | 38       | 5位      | ─                | ─              | ─            | ─            | ─        |     |
| 1931-32  | セリエA      | 34       | 15       | 8        | 11       | 67       | 52       | 38       | 6位      | ─                | ─              | ─            | ─            | ─        |     |
| 1932-33  | セリエA      | 34       | 19       | 8        | 7        | 80       | 53       | 46       | 2位      | ─                | ─              | ─            | ─            | ─        |     |
| 1933-34  | セリエA      | 34       | 20       | 9        | 5        | 66       | 24       | 49       | 2位      | ─                | ─              | ─            | ─            | ─        |     |
| 1934-35  | セリエA      | 30       | 15       | 12       | 3        | 58       | 24       | 42       | 2位      | ─                | ─              | ─            | ─            | ─        |     |
| 1935-36  | セリエA      | 30       | 14       | 8        | 8        | 61       | 34       | 36       | 4位      | ベスト16         | ─              | ─            | ─            | ─        |     |
| 1936-37  | セリエA      | 30       | 9        | 13       | 8        | 43       | 35       | 31       | 7位      | 準決勝敗退       | ─              | ─            | ─            | ─        |     |
| 1937-38  | セリエA      | 30       | 16       | 9        | 5        | 57       | 28       | 41       | 1位      | 準決勝敗退       | ─              | ─            | ─            | ─        |     |
| 1938-39  | セリエA      | 30       | 14       | 9        | 7        | 55       | 37       | 37       | 3位      | 優勝             | ─              | ─            | ─            | ─        |     |
| 1939-40  | セリエA      | 30       | 20       | 4        | 6        | 56       | 23       | 44       | 1位      | ベスト32         | ─              | ─            | ─            | ─        |     |
| 1940-41  | セリエA      | 30       | 14       | 7        | 9        | 52       | 42       | 35       | 2位      | ベスト16         | ─              | ─            | ─            | ─        |     |
| 1941-42  | セリエA      | 30       | 7        | 12       | 11       | 31       | 47       | 26       | 12位     | ベスト16         | ─              | ─            | ─            | ─        |     |
| 1942-43  | セリエA      | 30       | 15       | 4        | 11       | 53       | 38       | 34       | 4位      | ベスト16         | ─              | ─            | ─            | ─        |     |
| 1946-47  | セリエA      | 38       | 13       | 10       | 15       | 59       | 54       | 36       | 10位     | ─                | ─              | ─            | ─            | ─        |     |
| 1947-48  | セリエA      | 40       | 16       | 5        | 19       | 67       | 60       | 37       | 12位     | ─                | ─              | ─            | ─            | ─        |     |
| 1948-49  | セリエA      | 38       | 22       | 11       | 5        | 85       | 39       | 55       | 2位      | ─                | ─              | ─            | ─            | ─        |     |
| 1949-50  | セリエA      | 38       | 21       | 7        | 10       | 99       | 60       | 49       | 3位      | ─                | ─              | ─            | ─            | ─        |     |
| 1950-51  | セリエA      | 38       | 27       | 5        | 6        | 107      | 43       | 59       | 2位      | ─                | ─              | ─            | ─            | ─        |     |
| 1951-52  | セリエA      | 38       | 21       | 7        | 10       | 86       | 49       | 49       | 3位      | ─                | ─              | ─            | ─            | ─        |     |
| 1952-53  | セリエA      | 34       | 19       | 9        | 6        | 46       | 24       | 47       | 1位      | ─                | ─              | ─            | ─            | ─        |     |
| 1953-54  | セリエA      | 34       | 20       | 11       | 3        | 67       | 32       | 51       | 1位      | ─                | ─              | ─            | ─            | ─        |     |
| 1954-55  | セリエA      | 34       | 13       | 10       | 11       | 55       | 49       | 36       | 8位      | ─                | ─              | ─            | ─            | ─        |     |
| 1955-56  | セリエA      | 34       | 16       | 7        | 11       | 57       | 36       | 39       | 3位      | ─                | ─              | ─            | GS敗退       | ─        |     |
| 1956-57  | セリエA      | 34       | 11       | 13       | 10       | 53       | 45       | 35       | 5位      | ─                | ─              | ─            | GS敗退       | ─        |     |
| 1957-58  | セリエA      | 34       | 10       | 12       | 12       | 36       | 36       | 32       | 11位     | GS敗退           | ─              | ─            | GS敗退       | ─        |     |
| 1958-59  | セリエA      | 34       | 20       | 6        | 8        | 77       | 41       | 46       | 3位      | 準優勝           | ─              | ─            | 準々決勝敗退 | ─        |     |
| 1959-60  | セリエA      | 34       | 14       | 12       | 8        | 55       | 43       | 40       | 4位      | 準々決勝敗退     | ─              | ─            | 準々決勝敗退 | ─        |     |
| 1960-61  | セリエA      | 34       | 18       | 8        | 8        | 73       | 39       | 44       | 3位      | 準々決勝敗退     | ─              | ─            | 準決勝敗退   | ─        |     |
| 1961-62  | セリエA      | 34       | 19       | 10       | 5        | 59       | 31       | 48       | 2位      | ベスト16         | ─              | ─            | 準々決勝敗退 | ─        |     |
| 1962-63  | セリエA      | 34       | 19       | 11       | 4        | 56       | 20       | 49       | 1位      | ベスト16         | ─              | ─            | ─            | ─        |     |
| 1963-64  | セリエA      | 34       | 23       | 8        | 3        | 54       | 21       | 54       | 2位      | 準々決勝敗退     | ─              | 優勝         | ─            | ─        |     |
| 1964-65  | セリエA      | 34       | 22       | 10       | 2        | 68       | 29       | 54       | 1位      | 準優勝           | ─              | 優勝         | ─            | 優勝     |     |
| 1965-66  | セリエA      | 34       | 20       | 10       | 4        | 70       | 28       | 50       | 1位      | 準決勝敗退       | ─              | 準決勝敗退   | ─            | 優勝     |     |
| 1966-67  | セリエA      | 34       | 19       | 10       | 5        | 59       | 22       | 48       | 2位      | 準決勝敗退       | ─              | 準優勝       | ─            | ─        |     |
| 1967-68  | セリエA      | 30       | 13       | 7        | 10       | 46       | 34       | 33       | 5位      | 位               | ─              | ─            | ─            | ─        |     |
| 1968-69  | セリエA      | 30       | 14       | 8        | 8        | 55       | 26       | 36       | 4位      | GS敗退           | ─              | ─            | ─            | ─        |     |
| 1969-70  | セリエA      | 30       | 16       | 9        | 5        | 41       | 19       | 41       | 2位      | 準々決勝敗退     | ─              | ─            | 準決勝敗退   | ─        |     |
| 1970-71  | セリエA      | 30       | 19       | 8        | 3        | 50       | 26       | 46       | 1位      | GS敗退           | ─              | ─            | 1回戦敗退    | ─        |     |
| 1971-72  | セリエA      | 30       | 13       | 10       | 7        | 49       | 28       | 36       | 5位      | 準決勝敗退       | ─              | 準優勝       | ─            | ─        |     |
| 1972-73  | セリエA      | 30       | 15       | 7        | 8        | 32       | 23       | 37       | 5位      | 準決勝敗退       | ─              | ─            | 3回戦敗退    | ─        |     |
| 1973-74  | セリエA      | 30       | 12       | 11       | 7        | 47       | 33       | 35       | 4位      | 準決勝敗退       | ─              | ─            | 1回戦敗退    | ─        |     |
| 1974-75  | セリエA      | 30       | 10       | 10       | 10       | 26       | 26       | 30       | 9位      | 準決勝敗退       | ─              | ─            | 2回戦敗退    | ─        |     |
| 1975-76  | セリエA      | 30       | 14       | 9        | 7        | 36       | 28       | 37       | 4位      | 準決勝敗退       | ─              | ─            | ─            | ─        |     |
| 1976-77  | セリエA      | 30       | 10       | 13       | 7        | 34       | 27       | 33       | 4位      | 準優勝           | ─              | ─            | 1回戦敗退    | ─        |     |
| 1977-78  | セリエA      | 30       | 13       | 10       | 7        | 35       | 24       | 36       | 5位      | 優勝             | ─              | ─            | 1回戦敗退    | ─        |     |
| 1978-79  | セリエA      | 30       | 10       | 16       | 4        | 38       | 24       | 36       | 4位      | 準々決勝敗退     | ─              | ─            | ─            | ─        |     |
| 1979-80  | セリエA      | 30       | 14       | 13       | 3        | 44       | 25       | 41       | 1位      | 準々決勝敗退     | ─              | ─            | 2回戦敗退    | ─        |     |
| 1980-81  | セリエA      | 30       | 14       | 8        | 8        | 41       | 24       | 36       | 4位      | GS敗退           | ─              | 準決勝敗退   | ─            | ─        |     |
| 1981-82  | セリエA      | 30       | 11       | 13       | 6        | 39       | 34       | 35       | 5位      | 優勝             | ─              | ─            | 2回戦敗退    | ─        |     |
| 1982-83  | セリエA      | 30       | 12       | 14       | 4        | 40       | 23       | 38       | 3位      | 準決勝敗退       | ─              | ─            | ─            | ─        |     |
| 1983-84  | セリエA      | 30       | 12       | 11       | 7        | 37       | 23       | 35       | 4位      | GS敗退           | ─              | ─            | 3回戦敗退    | ─        |     |
| 1984-85  | セリエA      | 30       | 13       | 12       | 5        | 42       | 28       | 38       | 3位      | 準決勝敗退       | ─              | ─            | 準決勝敗退   | ─        |     |
| 1985-86  | セリエA      | 30       | 12       | 8        | 10       | 36       | 33       | 32       | 6位      | 準々決勝敗退     | ─              | ─            | 準決勝敗退   | ─        |     |
| 1986-87  | セリエA      | 30       | 15       | 8        | 7        | 32       | 17       | 38       | 3位      | 準々決勝敗退     | ─              | ─            | 準々決勝敗退 | ─        |     |
| 1987-88  | セリエA      | 30       | 11       | 10       | 9        | 42       | 35       | 32       | 5位      | 準決勝敗退       | ─              | ─            | 3回戦敗退    | ─        |     |
| 1988-89  | セリエA      | 34       | 26       | 6        | 2        | 67       | 19       | 58       | 1位      | GS敗退           | ─              | ─            | 3回戦敗退    | ─        |     |
| 1989-90  | セリエA      | 34       | 17       | 10       | 7        | 55       | 32       | 44       | 3位      | 準々決勝敗退     | 優勝           | 1回戦敗退    | ─            | ─        |     |
| 1990-91  | セリエA      | 34       | 18       | 10       | 6        | 56       | 31       | 46       | 3位      | ベスト16         | ─              | ─            | 優勝         | ─        |     |
| 1991-92  | セリエA      | 34       | 10       | 17       | 7        | 28       | 28       | 37       | 8位      | 準々決勝敗退     | ─              | ─            | 1回戦敗退    | ─        |     |
| 1992-93  | セリエA      | 34       | 17       | 12       | 5        | 59       | 36       | 46       | 2位      | 準々決勝敗退     | ─              | ─            | ─            | ─        |     |
| 1993-94  | セリエA      | 34       | 11       | 9        | 14       | 46       | 45       | 31       | 13位     | 準々決勝敗退     | ─              | ─            | 優勝         | ─        |     |
| 1994-95  | セリエA      | 34       | 14       | 10       | 10       | 39       | 34       | 52       | 6位      | ベスト32         | ─              | ─            | 1回戦敗退    | ─        |     |
| 1995-96  | セリエA      | 34       | 15       | 9        | 10       | 51       | 30       | 54       | 7位      | 準決勝敗退       | ─              | ─            | 1回戦敗退    | ─        |     |
| 1996-97  | セリエA      | 34       | 15       | 14       | 5        | 51       | 35       | 59       | 3位      | 準決勝敗退       | ─              | ─            | 準優勝       | ─        |     |
| 1997-98  | セリエA      | 34       | 21       | 6        | 7        | 62       | 27       | 69       | 2位      | 準々決勝敗退     | ─              | ─            | 優勝         | ─        |     |
| 1998-99  | セリエA      | 34       | 13       | 7        | 14       | 59       | 54       | 46       | 8位      | 準決勝敗退       | ─              | 準々決勝敗退 | ─            | ─        |     |
| 1999-00  | セリエA      | 34       | 17       | 7        | 10       | 58       | 36       | 58       | 4位      | 準優勝           | ─              | ─            | ─            | ─        |     |
| 2000-01  | セリエA      | 34       | 14       | 9        | 11       | 47       | 47       | 51       | 5位      | 準々決勝敗退     | 準優勝         | 3回戦敗退    | 4回戦敗退    | ─        |     |
| 2001-02  | セリエA      | 34       | 20       | 9        | 5        | 62       | 35       | 69       | 3位      | ベスト16         | ─              | ─            | 準決勝敗退   | ─        |     |
| 2002-03  | セリエA      | 34       | 19       | 8        | 7        | 64       | 38       | 65       | 2位      | ベスト16         | ─              | 準決勝敗退   | ─            | ─        |     |
| 2003-04  | セリエA      | 34       | 17       | 8        | 9        | 59       | 37       | 59       | 4位      | 準決勝敗退       | ─              | GS敗退       | 準々決勝敗退 | ─        |     |
| 2004-05  | セリエA      | 38       | 18       | 18       | 2        | 65       | 37       | 72       | 3位      | 優勝             | ─              | 準々決勝敗退 | ─            | ─        |     |
| 2005-06  | セリエA      | 38       | 23       | 7        | 8        | 68       | 30       | 76       | 1位      | 優勝             | 優勝           | 準々決勝敗退 | ─            | ─        |     |
| 2006-07  | セリエA      | 38       | 30       | 7        | 1        | 80       | 34       | 97       | 1位      | 準優勝           | 優勝           | ベスト16     | ─            | ─        |     |
| 2007-08  | セリエA      | 38       | 25       | 10       | 3        | 69       | 26       | 85       | 1位      | 準優勝           | 準優勝         | ベスト16     | ─            | ─        |     |
| 2008-09  | セリエA      | 38       | 25       | 9        | 4        | 70       | 32       | 84       | 1位      | 準決勝敗退       | 優勝           | ベスト16     | ─            | ─        |     |
| 2009-10  | セリエA      | 38       | 24       | 10       | 4        | 75       | 34       | 82       | 1位      | 優勝             | 準優勝         | 優勝         | ─            | ─        |     |
| 2010-11  | セリエA      | 38       | 23       | 7        | 8        | 65       | 24       | 76       | 2位      | 優勝             | 優勝           | 準々決勝敗退 | ─            | 優勝     |     |
| 2011-12  | セリエA      | 38       | 17       | 7        | 14       | 58       | 55       | 58       | 6位      | 準々決勝敗退     | 準優勝         | ベスト16     | ─            | ─        |     |
| 2012-13  | セリエA      | 38       | 16       | 6        | 16       | 55       | 57       | 54       | 9位      | 準決勝敗退       | ─              | ─            | ベスト16     | ─        |     |
| 2013-14  | セリエA      | 38       | 15       | 15       | 8        | 62       | 39       | 60       | 5位      | ベスト16         | ─              | ─            | ─            | ─        |     |
| 2014-15  | セリエA      | 38       | 14       | 13       | 11       | 59       | 48       | 55       | 8位      | 準々決勝敗退     | ─              | ─            | ベスト16     | ─        |     |
| 2015-16  | セリエA      | 38       | 20       | 7        | 11       | 50       | 38       | 67       | 4位      | 準決勝敗退       | ─              | ─            | ─            | ─        |     |
| 2016-17  | セリエA      | 38       | 19       | 5        | 14       | 72       | 49       | 62       | 7位      | 準々決勝敗退     | ─              | ─            | GS敗退       | ─        |     |
| 2017-18  | セリエA      | 38       | 20       | 12       | 6        | 66       | 30       | 72       | 4位      | 準々決勝敗退     | ─              | ─            | ─            | ─        |     |
| 2018-19  | セリエA      | 38       | 20       | 9        | 9        | 57       | 33       | 69       | 4位      | 準々決勝敗退     | ─              | GS敗退       | ベスト16     | ─        |     |
| 2019-20  | セリエA      | 38       | 24       | 10       | 4        | 81       | 36       | 82       | 2位      | 準決勝敗退       | ─              | GS敗退       | 準優勝       | ─        |     |
| 2020-21  | セリエA      | 38       | 28       | 7        | 3        | 89       | 35       | 91       | 1位      | 準決勝敗退       | ─              | GS敗退       | ─            | ─        |     |
| 2021-22  | セリエA      | 38       | 25       | 9        | 4        | 84       | 32       | 84       | 2位      | 優勝             | 優勝           | ベスト16     | ─            | ─        | ─   |
| 2022-23  | セリエA      | 38       | 23       | 3        | 12       | 71       | 42       | 72       | 3位      | 優勝             | 優勝           | 準優勝       | ─            | ─        | ─   |
| 2023-24  | セリエA      | 38       | 29       | 7        | 2        | 89       | 22       | 94       | 1位      | ベスト16         | 優勝           | ベスト16     | ─            | ─        | ─   |
| 2024-25  | セリエA      | 38       | 24       | 9        | 5        | 79       | 35       | 81       | 2位      | 準決勝敗退       | 準優勝         | 準優勝       | ─            | ─        | GS  |

## ダービーマッチ

### ミラノダービー
| クラブ                                | 試合    | 勝      | 分      | 負      | 得点    | 失点    | +/-     |
| セリエA                               | セリエA | セリエA | セリエA | セリエA | セリエA | セリエA | セリエA |
| ------------------------------------- | ------- | ------- | ------- | ------- | ------- | ------- | ------- |
| インテル                              | 202     | 78      | 59      | 65      | 298     | 267     | +31     |
| ACミラン                              | 202     | 65      | 59      | 78      | 267     | 298     | -31     |
| カンピオナート・アルタ・イタリア 1944 |         |         |         |         |         |         |         |
| インテル                              | 2       | 1       | 0       | 1       | 3       | 3       | 0       |
| ACミラン                              | 2       | 1       | 0       | 1       | 3       | 3       | 0       |
| コッパ・イタリア                      |         |         |         |         |         |         |         |
| ACミラン                              | 27      | 10      | 8       | 9       | 34      | 27      | +7      |
| インテル                              | 27      | 9       | 8       | 10      | 27      | 34      | -7      |
| スーペルコッパ・イタリアーナ          |         |         |         |         |         |         |         |
| インテル                              | 2       | 1       | 0       | 1       | 4       | 2       | +2      |
| ACミラン                              | 2       | 1       | 0       | 1       | 2       | 4       | -2      |
| UEFAチャンピオンズリーグ              |         |         |         |         |         |         |         |
| インテル                              | 6       | 2       | 2       | 2       | 4       | 4       | 0       |
| ACミラン                              | 6       | 2       | 2       | 2       | 4       | 4       | 0       |
| 公式戦合計                            |         |         |         |         |         |         |         |
| インテル                              | 239     | 91      | 69      | 79      | 336     | 312     | +24     |
| ACミラン                              | 239     | 79      | 69      | 91      | 312     | 336     | -24     |

※2024年4月23日開催のミラノダービー終了時点での対戦成績

### イタリアダービー
| クラブ                       | 試合    | 勝      | 分      | 負      | 得点    | 失点    | +/-     |
| セリエA                      | セリエA | セリエA | セリエA | セリエA | セリエA | セリエA | セリエA |
| ---------------------------- | ------- | ------- | ------- | ------- | ------- | ------- | ------- |
| ユヴェントス                 | 209     | 95      | 53      | 61      | 295     | 255     | +40     |
| インテル                     | 209     | 61      | 53      | 95      | 255     | 295     | -40     |
| コッパ・イタリア             |         |         |         |         |         |         |         |
| ユヴェントス                 | 36      | 15      | 9       | 12      | 53      | 45      | +8      |
| インテル                     | 36      | 12      | 9       | 15      | 45      | 53      | -8      |
| スーペルコッパ・イタリアーナ |         |         |         |         |         |         |         |
| インテル                     | 2       | 2       | 0       | 0       | 3       | 1       | +2      |
| ユヴェントス                 | 2       | 0       | 0       | 2       | 1       | 3       | -2      |
| 公式戦合計                   |         |         |         |         |         |         |         |
| ユヴェントス                 | 251     | 112     | 62      | 77      | 353     | 308     | +45     |
| インテル                     | 251     | 77      | 62      | 112     | 308     | 353     | -45     |

※2024年2月4日開催のイタリアダービー終了時点での対戦成績

## 現所属メンバー
セリエA 2024-25シーズン 開幕フォーメーション （3-5-2）
2025年8月20日現在
注：選手の国籍表記はFIFAの定めた代表資格ルールに基づく。
| No. | Pos. |              | 選手名                               |
| --- | ---- | ------------ | ------------------------------------ |
| 1   | GK   | スイス       | ヤン・ゾマー ★                       |
| 2   | DF   | オランダ     | デンゼル・ダンフリース ()            |
| 5   | DF   | フランス     | バンジャマン・パヴァール             |
| 6   | DF   | オランダ     | ステファン・デ・フライ               |
| 7   | MF   | ポーランド   | ピオトル・ジエリンスキ ()            |
| 8   | MF   | クロアチア   | ペタル・スチッチ ()                  |
| 9   | FW   | フランス     | マルクス・テュラム                   |
| 10  | FW   | アルゼンチン | ラウタロ・マルティネス () ★          |
| 11  | FW   | ブラジル     | ルイス・エンリケ・トマス・ジ・リマ ★ |
| 12  | GK   | イタリア     | ラッファエーレ・ディ・ジェンナーロ   |
| 13  | GK   | スペイン     | ジョゼップ・マルティネス             |
| 14  | FW   | フランス     | アンジェ＝ヨアン・ボニー ()          |
| 15  | DF   | イタリア     | フランチェスコ・アチェルビ           |
| 16  | MF   | イタリア     | ダヴィデ・フラッテージ               |
| 20  | MF   | トルコ       | ハカン・チャルハノール ()            |
| 21  | MF   | アルバニア   | クリスティアン・アスラニ ()          |

| No. | Pos. |              | 選手名                       |
| --- | ---- | ------------ | ---------------------------- |
| 22  | MF   | アルメニア   | ヘンリク・ムヒタリアン ★     |
| 23  | MF   | イタリア     | ニコロ・バレッラ             |
| 30  | DF   | ブラジル     | カルロス・アウグスト ★       |
| 31  | DF   | ドイツ       | ヤン・アウレル・ビセック ()  |
| 32  | DF   | イタリア     | フェデリコ・ディマルコ       |
| 36  | DF   | イタリア     | マッテオ・ダルミアン         |
| 42  | DF   | アルゼンチン | トマス・パラシオス ★         |
| 45  | MF   | アルゼンチン | バレンティン・カルボーニ ()  |
| 59  | MF   | ポーランド   | ニコラ・ザレフスキ ()        |
| 70  | FW   | イタリア     | セバスティアーノ・エスポジト |
| 94  | FW   | イタリア     | ピーオ・エスポージト         |
| 95  | DF   | イタリア     | アレッサンドロ・バストーニ   |
| 99  | FW   | イラン       | メフディ・タレミ ★           |

※括弧内の国旗はその他の保有国籍を、星印はEU圏外選手を示す。
※3番はジャチント・ファッケッティ 永久欠番
※4番はハビエル・サネッティ 永久欠番
監督
- クリスティアン・キヴ

アシスタントコーチ
- マッシミリアーノ・ファリス（イタリア語版）

### ローン移籍
in
注：選手の国籍表記はFIFAの定めた代表資格ルールに基づく。
| No. | Pos. |  | 選手名 |
| --- | ---- |  | ------ |

out
注：選手の国籍表記はFIFAの定めた代表資格ルールに基づく。
| No. | Pos. |              | 選手名                                          |
| --- | ---- | ------------ | ----------------------------------------------- |
| --  | GK   | セルビア     | フィリプ・スタンコヴィッチ (ヴェネツィア)       |
| --  | DF   | ベルギー     | ジーニョ・ファンフースデン (メヘレン)           |
| --  | DF   | イタリア     | アレッサンドロ・フォンタナローザ (カッラレーゼ) |
| --  | MF   | ナイジェリア | エベニーザー・アキンサンミロ (サンプドリア)     |
| --  | MF   | セルビア     | アレクサンダル・スタンコヴィッチ (ルツェルン)   |

| No. | Pos. |            | 選手名                            |
| --- | ---- | ---------- | --------------------------------- |
| --  | FW   | フランス   | イシアカ・カマテ (モデナ)         |
| --  | FW   | ウルグアイ | マルティン・サトリアーノ (ランス) |
| --  | FW   | イタリア   | エディ・サルセド (OFI)            |

## 歴代所属選手

### 歴代キャプテン
2024年8月現在、ラウタロ・マルティネスがチームのキャプテンを務めている。以前には、現副会長であるハビエル・サネッティなどが務めた。

## 歴代記録

### 殿堂入り
(出典)
2018年よりクラブ創立110周年を記念して開催された。2020年版からはファン、インテルの全チームの全選手、クラブ従業員、過去に殿堂入りを果たした人物、国内外の主要紙の代表者による投票によって選ばれる。

受賞資格者は、
- インテル・ミラノで60試合以上出場
- インテル・ミラノでタイトルを少なくとも1つ獲得
- 引退後3年以上経過している

しかし、2009-10シーズンのメンバーは引退後3年が経過していなくとも受賞できる。
2018年殿堂入り
|                 | \| ポジション \| 名前 \| 在籍期間 \| 試合数 \| 主な獲得タイトル \| \| --------------- \| ---------------------------------------------------------------------------- \| ------------------------------- \| ------ \| ------------------------------------------------------------------------------------------------------------------------------------ \| \| GK \| ワルテル・ゼンガ \| 1982-1994 \| 473 \| セリエA1回 スーペルコッパ・イタリアーナ1回 UEFAカップ2回 \| \| DF \| ハビエル・サネッティ \| 1995-2014 \| 858 \| セリエA5回 コッパ・イタリア4回 スーペルコッパ・イタリアーナ4回 UEFAチャンピオンズリーグ1回 UEFAカップ1回 FIFAクラブワールドカップ1回 \| \| MF \| ローター・マテウス \| 1988-1992 \| 153 \| セリエA1回 スーペルコッパ・イタリアーナ1回 UEFAカップ1回 \| \| FW \| ロナウド \| 1997-2002 \| 99 \| UEFAカップ1回 \| \| 特別枠 （会長） \| モラッティ家（アンジェロ・モラッティ（イタリア語版）、マッシモ・モラッティ） \| 1955-1968, 1995-2004, 2006-2013 \| - \| - \| |                                 |        | |
| ポジション      | 名前 | 在籍期間                        | 試合数 | 主な獲得タイトル |
| GK              | ワルテル・ゼンガ | 1982-1994                       | 473    | セリエA1回 スーペルコッパ・イタリアーナ1回 UEFAカップ2回                                                                             |
| DF              | ハビエル・サネッティ | 1995-2014                       | 858    | セリエA5回 コッパ・イタリア4回 スーペルコッパ・イタリアーナ4回 UEFAチャンピオンズリーグ1回 UEFAカップ1回 FIFAクラブワールドカップ1回 |
| MF              | ローター・マテウス | 1988-1992                       | 153    | セリエA1回 スーペルコッパ・イタリアーナ1回 UEFAカップ1回                                                                             |
| FW              | ロナウド | 1997-2002                       | 99     | UEFAカップ1回 |
| 特別枠 （会長） | モラッティ家（アンジェロ・モラッティ、マッシモ・モラッティ） | 1955-1968, 1995-2004, 2006-2013 | -      | - |

2019年殿堂入り
|               | \| ポジション \| 名前 \| 在籍期間 \| 試合数 \| 主な獲得タイトル \| \| ------------- \| -------------------------------------------- \| -------------------- \| ------ \| ---------------------------------------------------------------------------------------------------------------------- \| \| GK \| フランチェスコ・トルド \| 2001-2010 \| 232 \| セリエA5回 コッパ・イタリア3回 スーペルコッパ・イタリアーナ3回 UEFAチャンピオンズリーグ1回 \| \| DF \| ジャチント・ファッケッティ \| 1960-1978 \| 637 \| セリエA4回 コッパ・イタリア1回 ヨーロピアン・チャンピオン・クラブズ・カップ2回 インターコンチネンタルカップ2回 \| \| MF \| デヤン・スタンコビッチ \| 2004-2013 \| 326 \| セリエA5回 コッパ・イタリア4回 スーペルコッパ・イタリアーナ4回 UEFAチャンピオンズリーグ1回 FIFAクラブワールドカップ1回 \| \| FW \| ジュゼッペ・メアッツァ \| 1927-1940, 1946-1947 \| 408 \| セリエA3回 コッパ・イタリア1回 \| \| 特別枠 （GK） \| アストゥティオ・マルジョリオ（イタリア語版） \| 1986-1991 \| 12 \| ブラザーズ・ユニバーサリー・ユナイテッド受賞[注 11] \| |                      |        | |
| ポジション    | 名前 | 在籍期間             | 試合数 | 主な獲得タイトル |
| GK            | フランチェスコ・トルド | 2001-2010            | 232    | セリエA5回 コッパ・イタリア3回 スーペルコッパ・イタリアーナ3回 UEFAチャンピオンズリーグ1回                             |
| DF            | ジャチント・ファッケッティ | 1960-1978            | 637    | セリエA4回 コッパ・イタリア1回 ヨーロピアン・チャンピオン・クラブズ・カップ2回 インターコンチネンタルカップ2回         |
| MF            | デヤン・スタンコビッチ | 2004-2013            | 326    | セリエA5回 コッパ・イタリア4回 スーペルコッパ・イタリアーナ4回 UEFAチャンピオンズリーグ1回 FIFAクラブワールドカップ1回 |
| FW            | ジュゼッペ・メアッツァ | 1927-1940, 1946-1947 | 408    | セリエA3回 コッパ・イタリア1回                                                                                         |
| 特別枠 （GK） | アストゥティオ・マルジョリオ | 1986-1991            | 12     | ブラザーズ・ユニバーサリー・ユナイテッド受賞                                                                           |

2020年殿堂入り
|                 | \| ポジション \| 名前 \| 在籍期間 \| 試合数 \| 主な獲得タイトル \| \| --------------- \| ------------------------------------------ \| --------- \| ------ \| ---------------------------------------------------------------------------------------------------------------------- \| \| GK \| ジュリオ・セザール \| 2005-2012 \| 300 \| セリエA5回 コッパ・イタリア4回 スーペルコッパ・イタリアーナ4回 UEFAチャンピオンズリーグ1回 FIFAクラブワールドカップ1回 \| \| DF \| ジュゼッペ・ベルゴミ \| 1979-1999 \| 754 \| セリエA1回 コッパ・イタリア1回 スーペルコッパ・イタリアーナ1回 UEFAカップ3回 \| \| MF \| エステバン・カンビアッソ \| 2004-2014 \| 430 \| セリエA5回 コッパ・イタリア4回 スーペルコッパ・イタリアーナ4回 UEFAチャンピオンズリーグ1回 FIFAクラブワールドカップ1回 \| \| FW \| ディエゴ・ミリート \| 2009-2014 \| 171 \| セリエA1回 コッパ・イタリア2回 スーペルコッパ・イタリアーナ1回 UEFAチャンピオンズリーグ1回 FIFAクラブワールドカップ1回 \| \| 特別枠 （会長） \| エルネスト・ペッレグリーニ（イタリア語版） \| 1984-1995 \| - \| - \| |           |        | |
| ポジション      | 名前 | 在籍期間  | 試合数 | 主な獲得タイトル |
| GK              | ジュリオ・セザール | 2005-2012 | 300    | セリエA5回 コッパ・イタリア4回 スーペルコッパ・イタリアーナ4回 UEFAチャンピオンズリーグ1回 FIFAクラブワールドカップ1回 |
| DF              | ジュゼッペ・ベルゴミ | 1979-1999 | 754    | セリエA1回 コッパ・イタリア1回 スーペルコッパ・イタリアーナ1回 UEFAカップ3回                                           |
| MF              | エステバン・カンビアッソ | 2004-2014 | 430    | セリエA5回 コッパ・イタリア4回 スーペルコッパ・イタリアーナ4回 UEFAチャンピオンズリーグ1回 FIFAクラブワールドカップ1回 |
| FW              | ディエゴ・ミリート | 2009-2014 | 171    | セリエA1回 コッパ・イタリア2回 スーペルコッパ・イタリアーナ1回 UEFAチャンピオンズリーグ1回 FIFAクラブワールドカップ1回 |
| 特別枠 （会長） | エルネスト・ペッレグリーニ | 1984-1995 | -      | - |

2021年殿堂入り
|                   | \| ポジション \| 名前 \| 在籍期間 \| 試合数 \| 主な獲得タイトル \| \| ----------------- \| ------------------------------------ \| --------- \| ------ \| ---------------------------------------------------------------------------------------------------------------------- \| \| GK \| ジャンルカ・パリュウカ \| 1994-1999 \| 234 \| UEFAカップ1回 \| \| DF \| マルコ・マテラッツィ \| 2001-2011 \| 276 \| セリエA5回 コッパ・イタリア4回 スーペルコッパ・イタリアーナ4回 UEFAチャンピオンズリーグ1回 FIFAクラブワールドカップ1回 \| \| MF \| ヴェスレイ・スナイデル \| 2009-2013 \| 116 \| セリエA1回 コッパ・イタリア2回 スーペルコッパ・イタリアーナ1回 UEFAチャンピオンズリーグ1回 FIFAクラブワールドカップ1回 \| \| FW \| サミュエル・エトー \| 2009-2011 \| 102 \| セリエA1回 コッパ・イタリア2回 スーペルコッパ・イタリアーナ1回 UEFAチャンピオンズリーグ1回 FIFAクラブワールドカップ1回 \| \| 特別枠 （副会長） \| ジュゼッペ・プリスコ（イタリア語版） \| 1963-2001 \| - \| - \| |           |        | |
| ポジション        | 名前 | 在籍期間  | 試合数 | 主な獲得タイトル |
| GK                | ジャンルカ・パリュウカ | 1994-1999 | 234    | UEFAカップ1回 |
| DF                | マルコ・マテラッツィ | 2001-2011 | 276    | セリエA5回 コッパ・イタリア4回 スーペルコッパ・イタリアーナ4回 UEFAチャンピオンズリーグ1回 FIFAクラブワールドカップ1回 |
| MF                | ヴェスレイ・スナイデル | 2009-2013 | 116    | セリエA1回 コッパ・イタリア2回 スーペルコッパ・イタリアーナ1回 UEFAチャンピオンズリーグ1回 FIFAクラブワールドカップ1回 |
| FW                | サミュエル・エトー | 2009-2011 | 102    | セリエA1回 コッパ・イタリア2回 スーペルコッパ・イタリアーナ1回 UEFAチャンピオンズリーグ1回 FIFAクラブワールドカップ1回 |
| 特別枠 （副会長） | ジュゼッペ・プリスコ | 1963-2001 | -      | - |

2022年殿堂入り
|            | \| ポジション \| 名前 \| 在籍期間 \| 試合数 \| 主な獲得タイトル \| \| ---------- \| ------------------------ \| --------- \| ------ \| ---------------------------------------------------------------------------------------------------------------------- \| \| GK \| イヴァノ・ボルドン \| 1970-1983 \| 388 \| セリエA2回 コッパ・イタリア2回 \| \| DF \| マイコン \| 2006-2012 \| 248 \| セリエA4回 コッパ・イタリア2回 スーペルコッパ・イタリアーナ3回 UEFAチャンピオンズリーグ1回 FIFAクラブワールドカップ1回 \| \| MF \| サンドロ・マッツォーラ \| 1960-1977 \| 570 \| セリエA4回 ヨーロピアン・チャンピオン・クラブズ・カップ2回 インターコンチネンタルカップ2回 \| \| FW \| クリスティアン・ヴィエリ \| 1999-2005 \| 190 \| コッパ・イタリア1回 \| |           |        | |
| ポジション | 名前 | 在籍期間  | 試合数 | 主な獲得タイトル |
| GK         | イヴァノ・ボルドン | 1970-1983 | 388    | セリエA2回 コッパ・イタリア2回                                                                                         |
| DF         | マイコン | 2006-2012 | 248    | セリエA4回 コッパ・イタリア2回 スーペルコッパ・イタリアーナ3回 UEFAチャンピオンズリーグ1回 FIFAクラブワールドカップ1回 |
| MF         | サンドロ・マッツォーラ | 1960-1977 | 570    | セリエA4回 ヨーロピアン・チャンピオン・クラブズ・カップ2回 インターコンチネンタルカップ2回                             |
| FW         | クリスティアン・ヴィエリ | 1999-2005 | 190    | コッパ・イタリア1回 |

### 出場試合数
（出典）
2024年6月4日現在
|    | \| 位 \| 名前 \| 試合数 \| 在籍期間 \| \| -- \| ---------------------------- \| ------ \| --------- \| \| 1 \| ハビエル・サネッティ \| 858 \| 1995-2014 \| \| 2 \| ジュゼッペ・ベルゴミ \| 754 \| 1979-1999 \| \| 3 \| ジャチント・ファッケッティ \| 637 \| 1960-1978 \| \| 4 \| サンドロ・マッツォーラ \| 566 \| 1961-1977 \| \| 5 \| ジュゼッペ・バレージ \| 558 \| 1976-1992 \| \| 6 \| マリオ・コルソ \| 509 \| 1957-1973 \| \| 7 \| ワルテル・ゼンガ \| 473 \| 1978-1994 \| \| 8 \| タルチシオ・ブルニチ \| 471 \| 1962-1974 \| \| 9 \| アレッサンドロ・アルトベッリ \| 465 \| 1977-1988 \| \| 10 \| サミール・ハンダノヴィッチ \| 455 \| 2012-2023 \| |        |           |
| 位 | 名前 | 試合数 | 在籍期間  |
| 1  | ハビエル・サネッティ | 858    | 1995-2014 |
| 2  | ジュゼッペ・ベルゴミ | 754    | 1979-1999 |
| 3  | ジャチント・ファッケッティ | 637    | 1960-1978 |
| 4  | サンドロ・マッツォーラ | 566    | 1961-1977 |
| 5  | ジュゼッペ・バレージ | 558    | 1976-1992 |
| 6  | マリオ・コルソ | 509    | 1957-1973 |
| 7  | ワルテル・ゼンガ | 473    | 1978-1994 |
| 8  | タルチシオ・ブルニチ | 471    | 1962-1974 |
| 9  | アレッサンドロ・アルトベッリ | 465    | 1977-1988 |
| 10 | サミール・ハンダノヴィッチ | 455    | 2012-2023 |

### 得点数
太字は2024年6月6日時点でクラブ在籍中（出典）
2024年6月6日現在
|    | \| 位 \| 名前 \| 得点数 \| 在籍期間 \| \| -- \| ---------------------------- \| ------ \| -------------------- \| \| 1 \| ジュゼッペ・メアッツァ \| 284 \| 1924-1940, 1946-1947 \| \| 2 \| アレッサンドロ・アルトベッリ \| 209 \| 1977-1988 \| \| 3 \| ロベルト・ボニンセーニャ \| 173 \| 1969-1976 \| \| 4 \| サンドロ・マッツォーラ \| 162 \| 1961-1977 \| \| 5 \| ベニト・ロレンツィ（英語版） \| 143 \| 1947-1958 \| \| 6 \| ニエルシュ・イシュトヴァーン \| 133 \| 1948-1954 \| \| 7 \| ラウタロ・マルティネス \| 129 \| 2018- \| \| 8 \| マウロ・イカルディ \| 124 \| 2013-2020 \| \| 9 \| クリスティアン・ヴィエリ \| 123 \| 1999-2005 \| \| 10 \| マリオ・コルソ \| 95 \| 1957-1973 \| |        |                      |
| 位 | 名前 | 得点数 | 在籍期間             |
| 1  | ジュゼッペ・メアッツァ | 284    | 1924-1940, 1946-1947 |
| 2  | アレッサンドロ・アルトベッリ | 209    | 1977-1988            |
| 3  | ロベルト・ボニンセーニャ | 173    | 1969-1976            |
| 4  | サンドロ・マッツォーラ | 162    | 1961-1977            |
| 5  | ベニト・ロレンツィ | 143    | 1947-1958            |
| 6  | ニエルシュ・イシュトヴァーン | 133    | 1948-1954            |
| 7  | ラウタロ・マルティネス | 129    | 2018-                |
| 8  | マウロ・イカルディ | 124    | 2013-2020            |
| 9  | クリスティアン・ヴィエリ | 123    | 1999-2005            |
| 10 | マリオ・コルソ | 95     | 1957-1973            |

## その他

### モラッティ家
1962年にサラス石油を設立したアンジェロ・モラッティは、1955年から1968年までインテルのオーナー兼会長として、「グランデ・インテル」と呼ばれるチームを築き上げた。当時のエレニオ・エレーラ監督はセリエAを3回制し、ヨーロピアン・チャンピオン・クラブズ・カップとインターコンチネンタルカップで2連覇を果たした。1995年には、アンジェロ・モラッティの息子であるマッシモ・モラッティがクラブを買収し、リーグ戦13位と低迷していたインテルは再びモラッティ家の元で復活を目指し、ロナウドらを獲得し大型補強に動く。しかし、UEFAカップを制したもののなかなかスクデットには届かず、2004年1月には、一部のファンの要求に従うようにして会長を退任し、オーナーに専念することとなった。結局、そのシーズンで念願のスクデットを獲得し、2006年9月からは再び会長を務めた。その期間では、クラブ史上初のセリエA5連覇を達成、グランデ・インテル時代から遠ざかっていたUEFAチャンピオンズリーグのタイトルも獲得し、クラブはトレブル（三冠）を成し遂げた。その後、2013年11月にエリック・トヒルがクラブを買収し、モラッティは名誉会長に就任したが、2014年10月に辞任した。

### インテル・マイアミとの法廷闘争
2014年に米国特許商標庁から「Inter」の独占商標権を取得したインテル・ミラノは、2020年からアメリカ一部・MLS（メジャーリーグサッカー）に参入したデビット・ベッカムが共同オーナーを務めるインテル・マイアミCFを商標権の侵害だとし、法廷闘争に発展した。MLSは「『Inter』はサッカー界で広く使用されており、消費者は『Inter』を一つのサッカークラブに関連付けていない。」や「Inter」を冠したクラブは世界中にも存在するとし、商標権の侵害には当たらないと主張したが、同年2月10日には、「MLSの主張は『Inter』の名前における有効な正当性または商標権を示すのに不十分」との判決が出た。しかし、判決後もインテル・マイアミは名称変更を行わずに使い続けていて、2021年に離散的和解に調印しインテル・ミラノはインテル・マイアミが名前を使い続けることを認めたと報道されている。
また、アメリカ合衆国の半導体メーカーであるインテルは、「Intel」でありインテル・ミラノの「Inter」とは一文字違いである。